# Mănăstirea Aladja
Mănăstirea Aladja este una din cele 120 mănăstiri din piatră situate în apropierea țărmului Mării Negre. Mănăstirea a fost amenajată în galeriile unor peșteri care au fost afectate de cutremure, în urma cărora intre galeriile longitudinale s-au stabilit legaturi pe verticala prin prăbușirile de rocă. Mănăstirea reprezinta unul dintre cele mai vechi asezaminte religioase de pe teritoriul Bulgariei.
A fost înființată în secolul al XIII-lea și locuită de călugării pustnici. Este situată în partea de nord-est a Bulgariei la 17 km de Varna și 3 km de Nisipurile de aur. Mănăstirea a fost deschisă pentru prima dată publicului în anul 1906 ca muzeu și sit turistic, câțiva ani mai târziu fiind declarată monument național de cultură și antichitate.
Mănăstirea Aladja are o biserică și o capelă mică care împreună formează un important monument medieval și istoric. Aceasta este una dintre cele mai bine conservate mănăstiri din piatră din Bulgaria și totodată ușor accesibile, conform stilului de viață al călugărilor care viețuiesc aici.
Aladja, în limba turcă semnifică „multicolor”, ceea ce ne face să gândim că numele provine de la culoarea zidurilor luminoase și multicolore datorate picturilor ale camerelor din stâncă, săpate pe două nivele, fiind la o înălțime de aproximativ 40 m. Această mănăstire a fost un loc de retragere și refugiu pentru cei care se opuneau credinței și convingerilor călugărilor aflați în Mănăstirea Rila sau Mănăstirea Bacikovo.
Întrarea în mănăstire se face prin partea de est a primului nivel, la sfârșitul culoarului de la intrare în hol aflându-se un perete săpat în stâncă, asemănat cu stilul din peșteră. În partea stângă, imediat după scări se află un coridor care duce spre bucătărie și către 6 chilii vechi, săpate în stâncă, locuite de vechii călugări. Capela, a fost situată în centrul și în partea de vest a dealului din stâncă.
Mănăstirea Aladja este decorată cu fresce religioase, dar din păcate, cele mai multe dintre ele s-au degradat cu timpul. Doar o parte dintre aceste fresce au fost conservate, dar nu pot fi văzute foarte clar, acestea aflându-se în capelă.
Mănăstirea a supraviețuit timpurilor tumultoase fiind ca un zelos gardian pentru cultura, limba și ortodoxismul bulgar. Istoria mănăstirii fascinează turiștii înconjurându-i de mituri. Se spune că stilul de viață din mănăstire s-a schimbat odată cu cucerirea Bulgariei de către Imperiul Otoman, în sec. XIV, dar unii spun că ar fi doar supoziții.
Catakombele, sunt un grup de peșteri care împărtășesc o poveste similară cu cea a mănăstirii Aladja, dar a suferit mai mult ca aceasta datorită trecerii timpului, fiind mai puțin conservată decât mănăstirea. Sunt localizate la 1 km vest distanță, de mănăstirea Aladja. Arheologii au descoperit dovezi care atestă, că catacombele au fost locuite încă din vremea creștinismului timpuriu, în perioada sec. IV – VI.
În apropierea mănăstirii și a catacombelor, se află plaja Usun Cum, o plajă de 2 km lungime, de-alungul coastei, care atrage în fiecare vară turiștii.

## Galerie de imagini (muzeul mănăstirii, catacombele și împrejurimile-plaja Usun Cum)

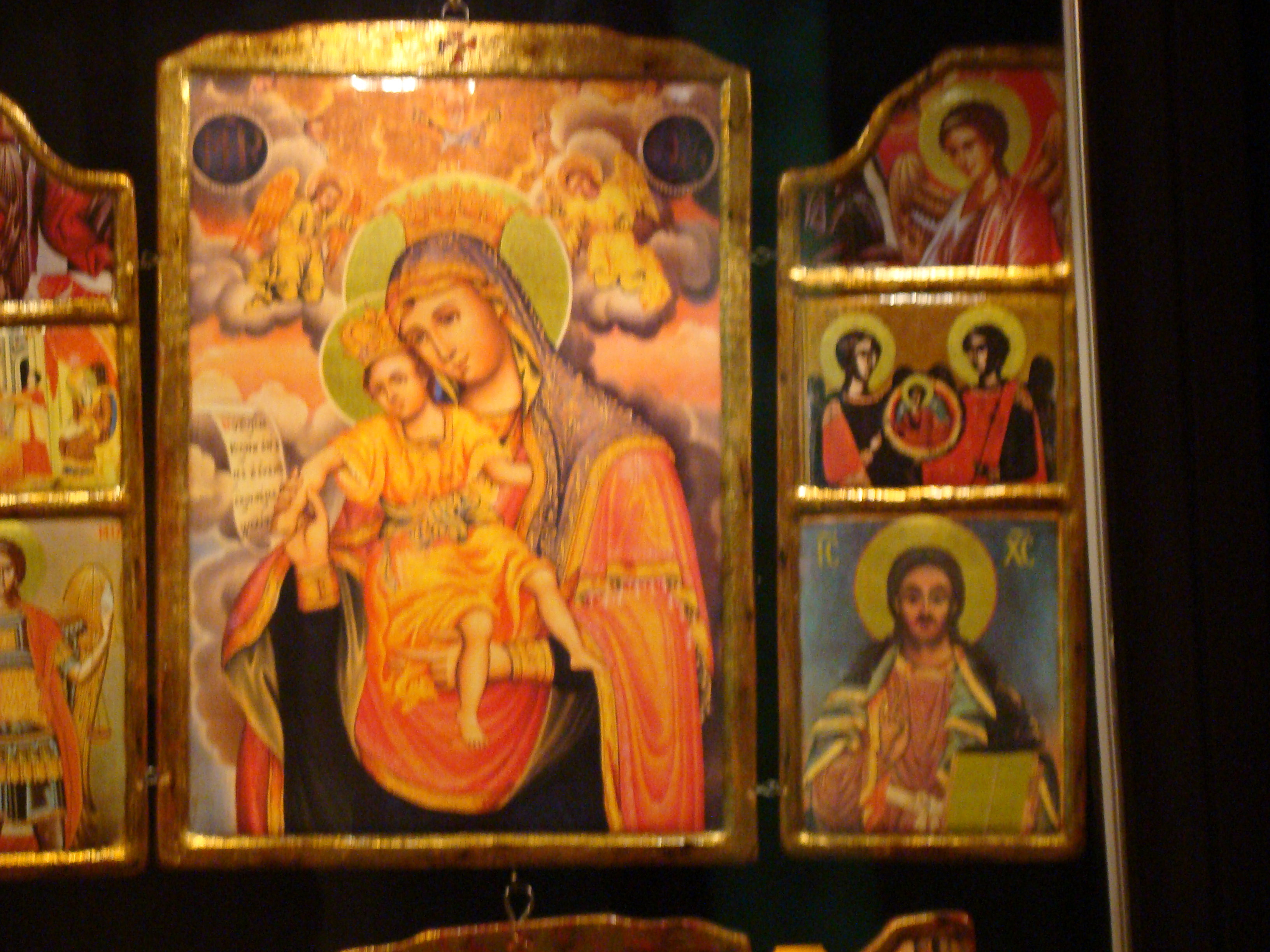
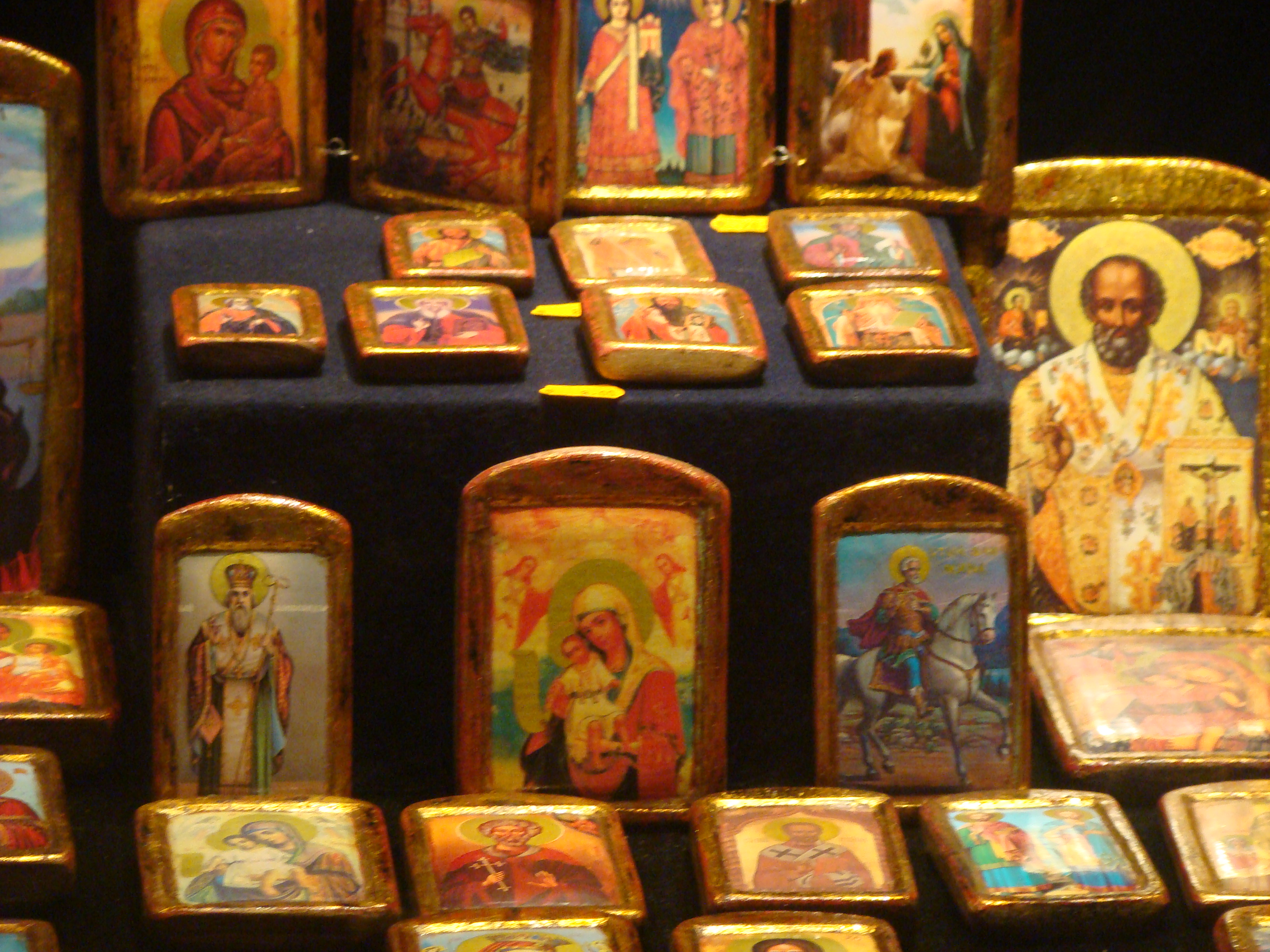
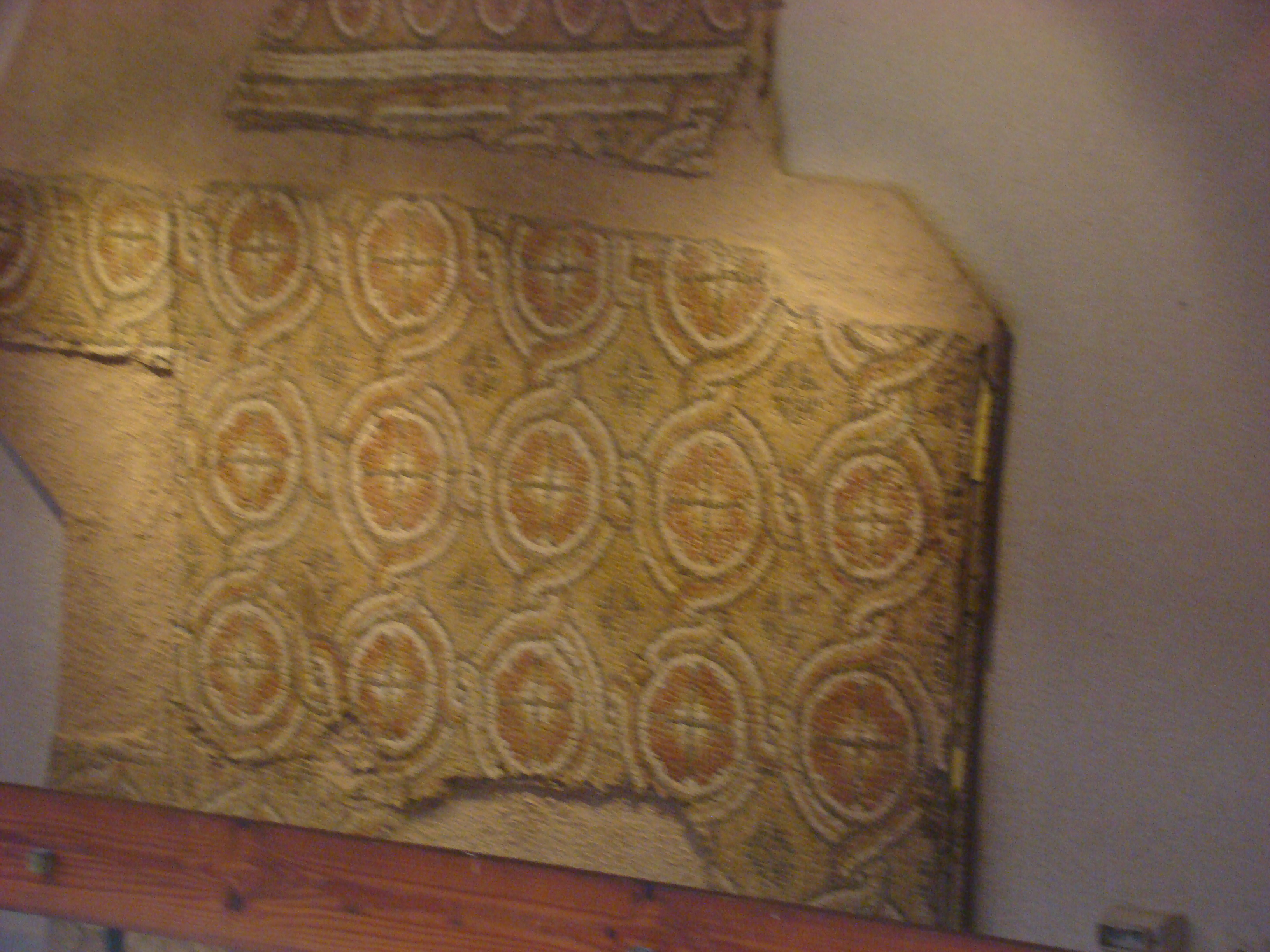
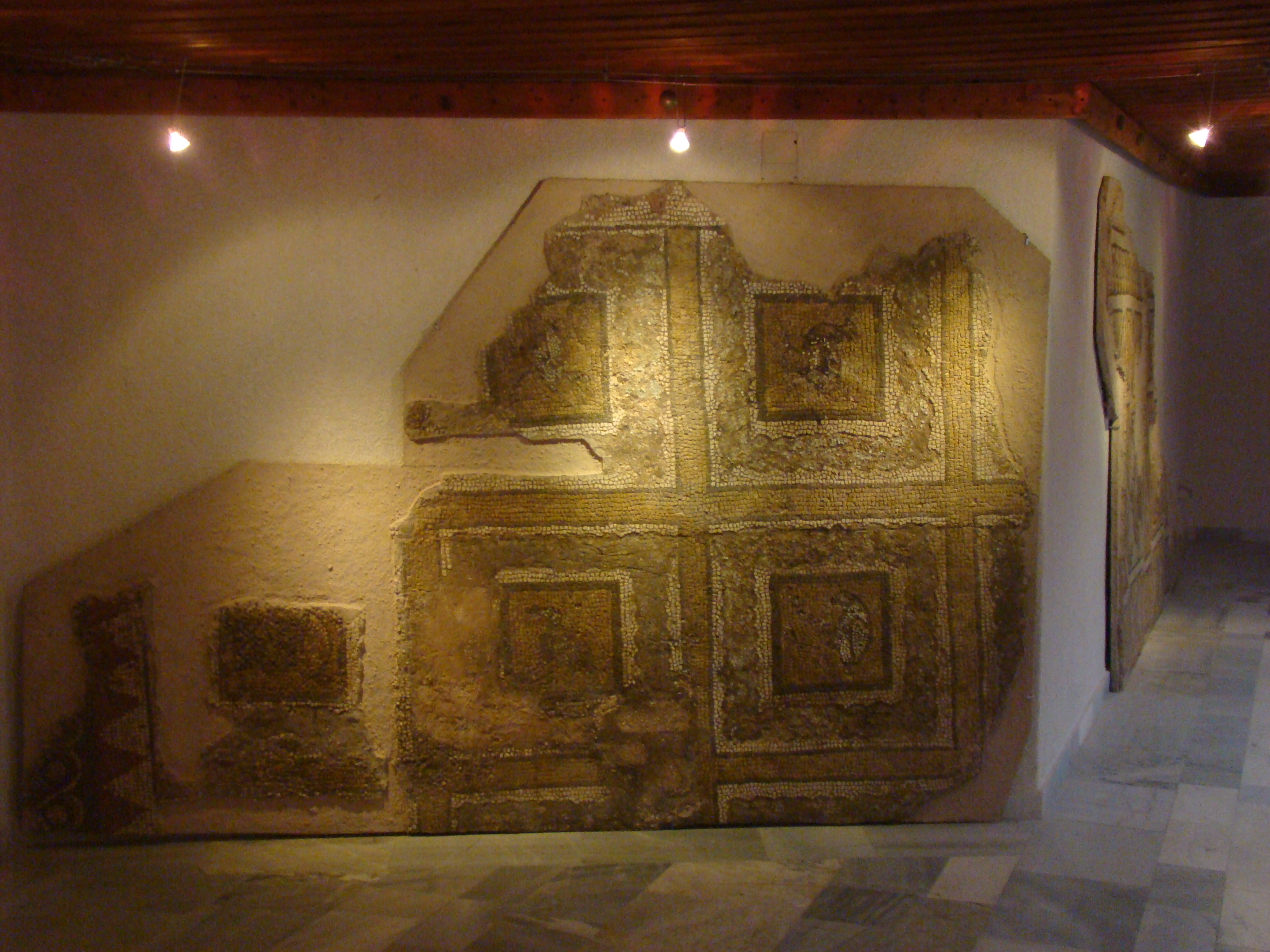
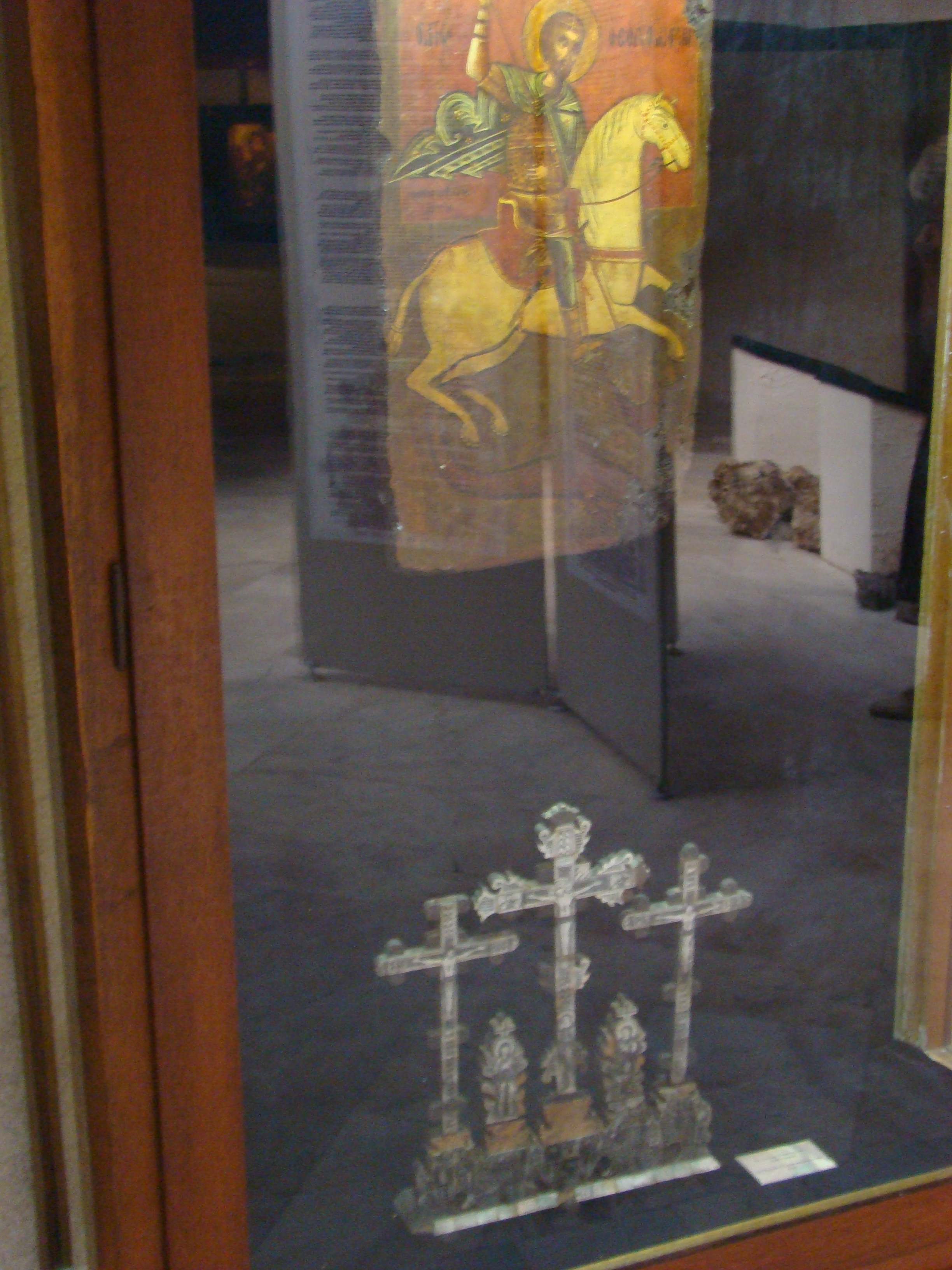
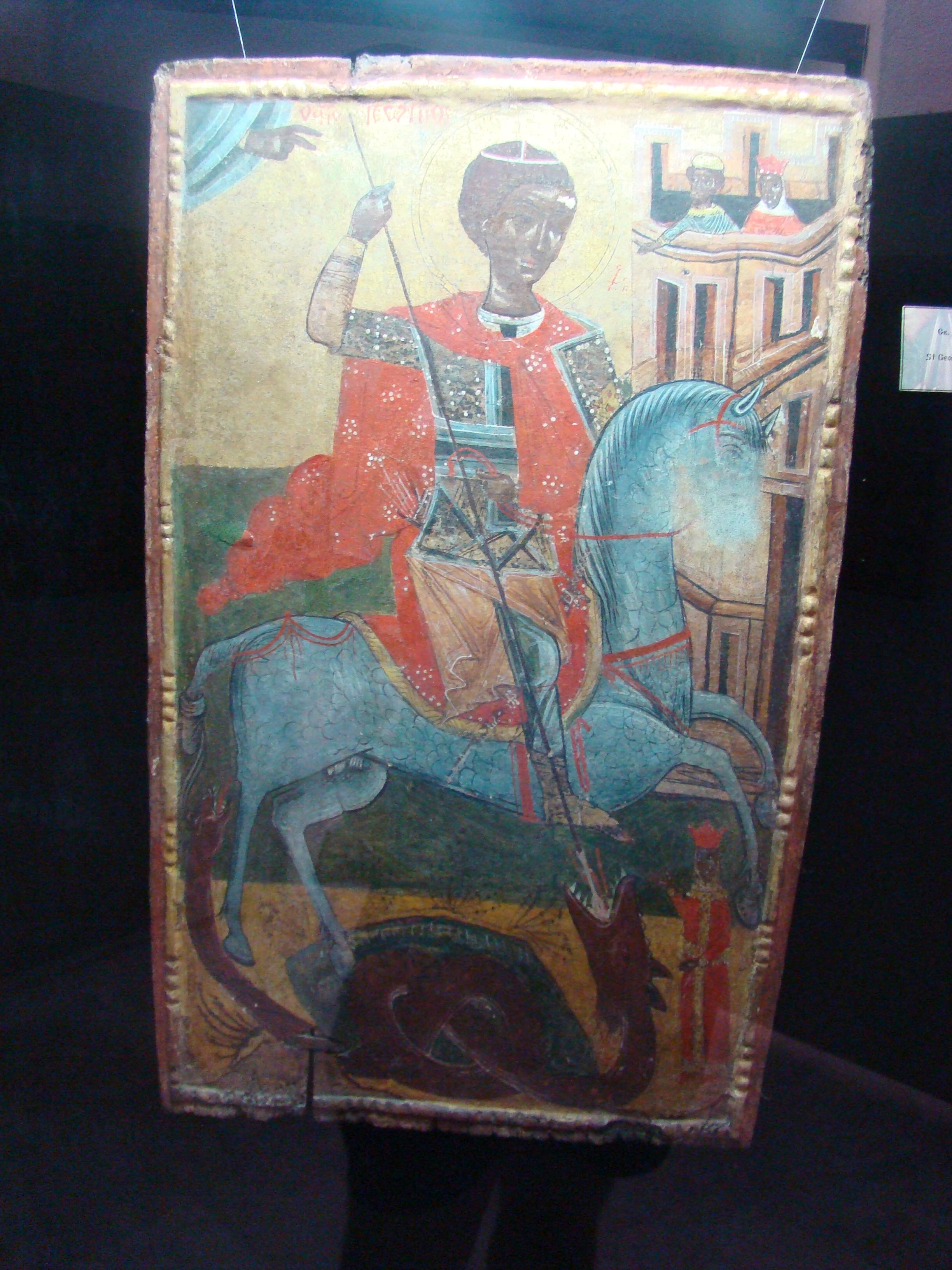
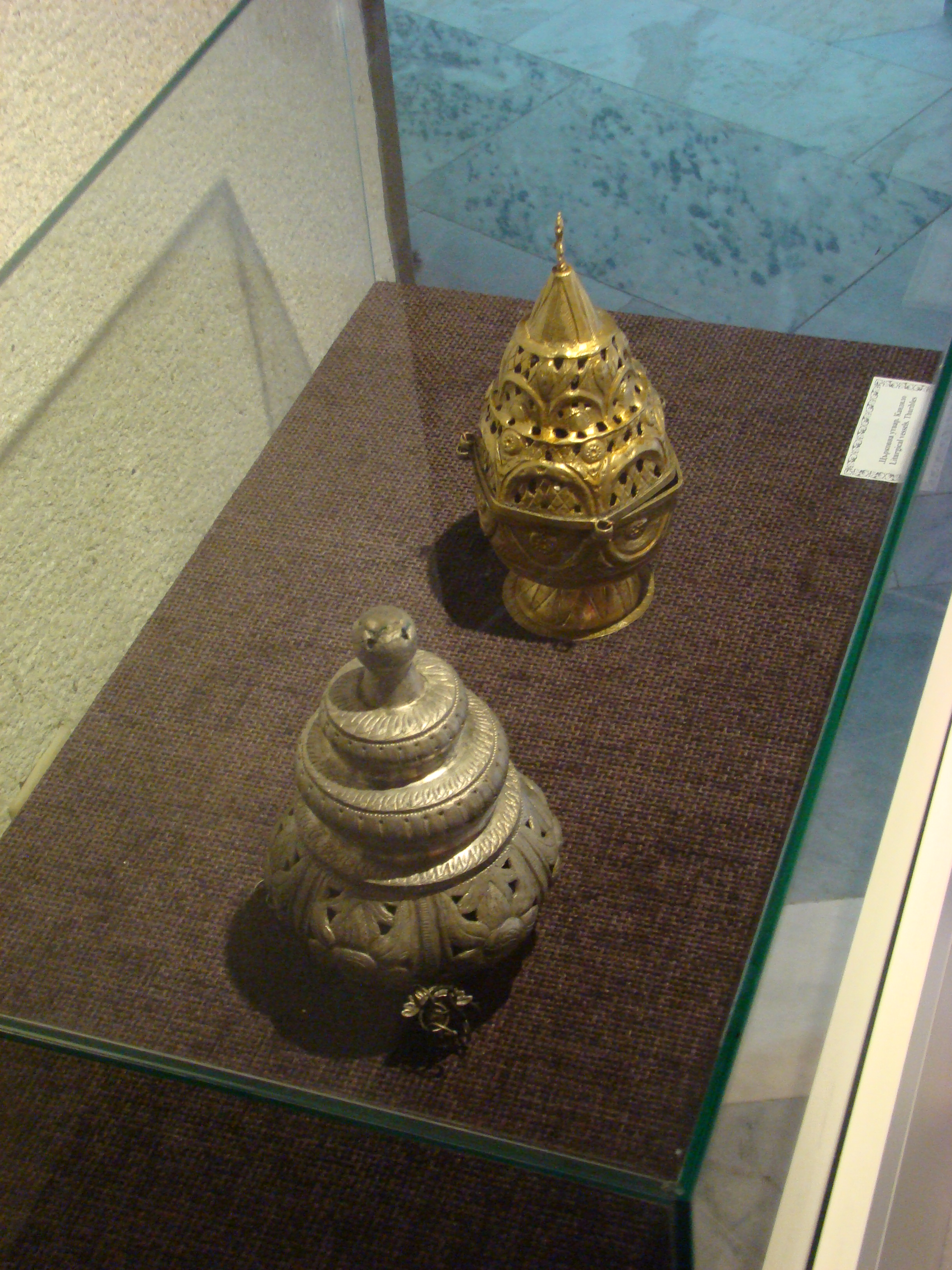
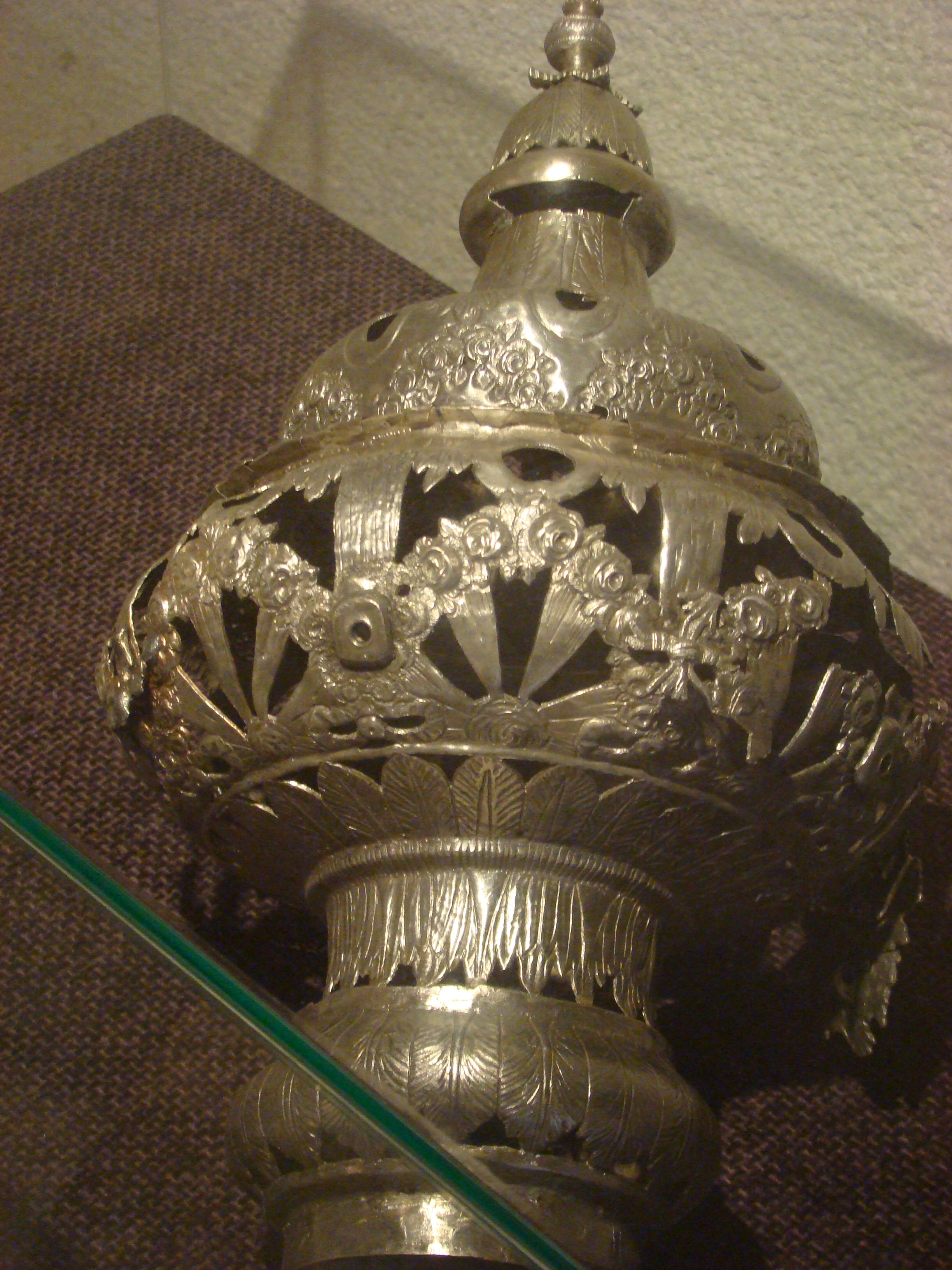
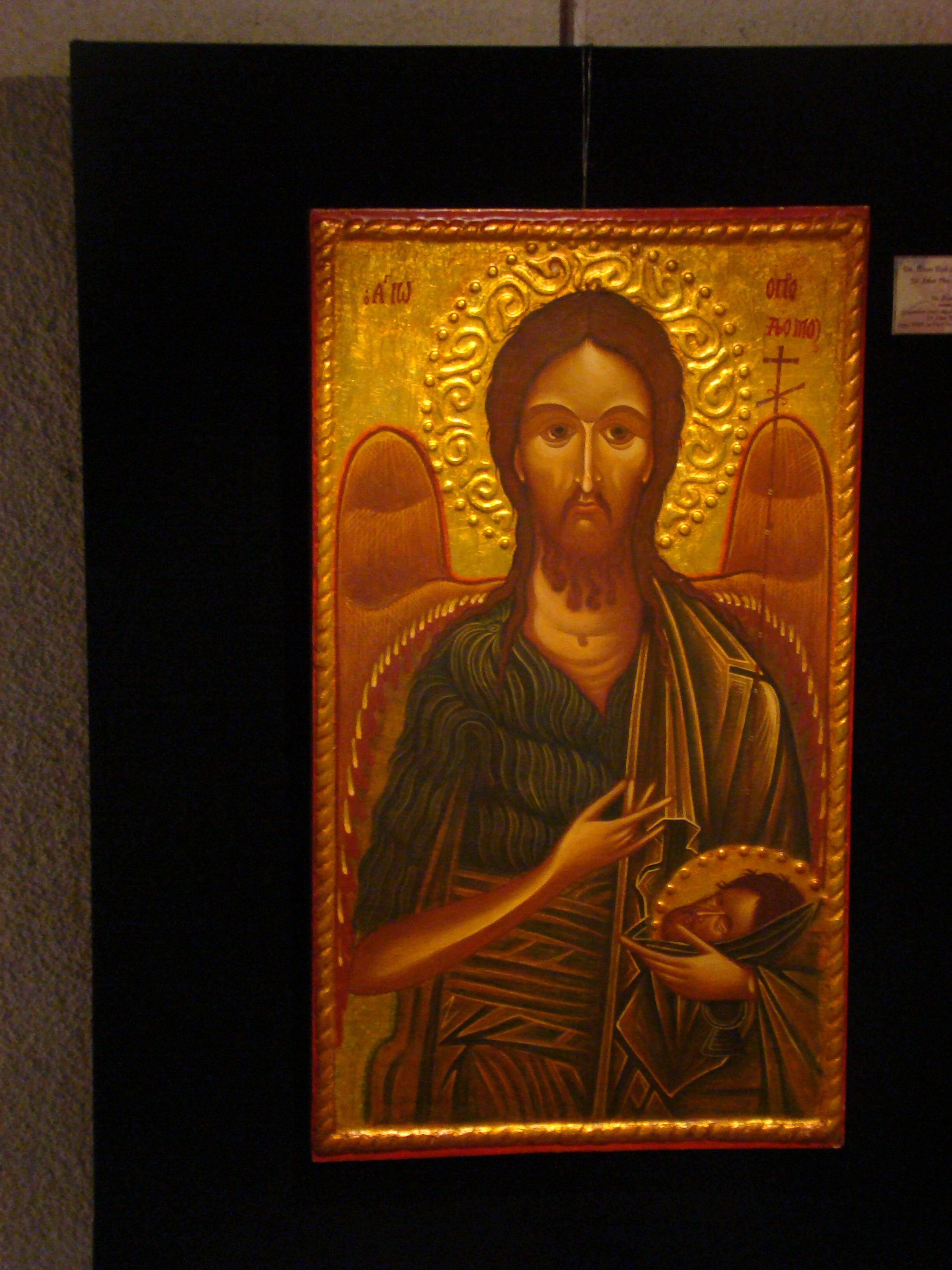
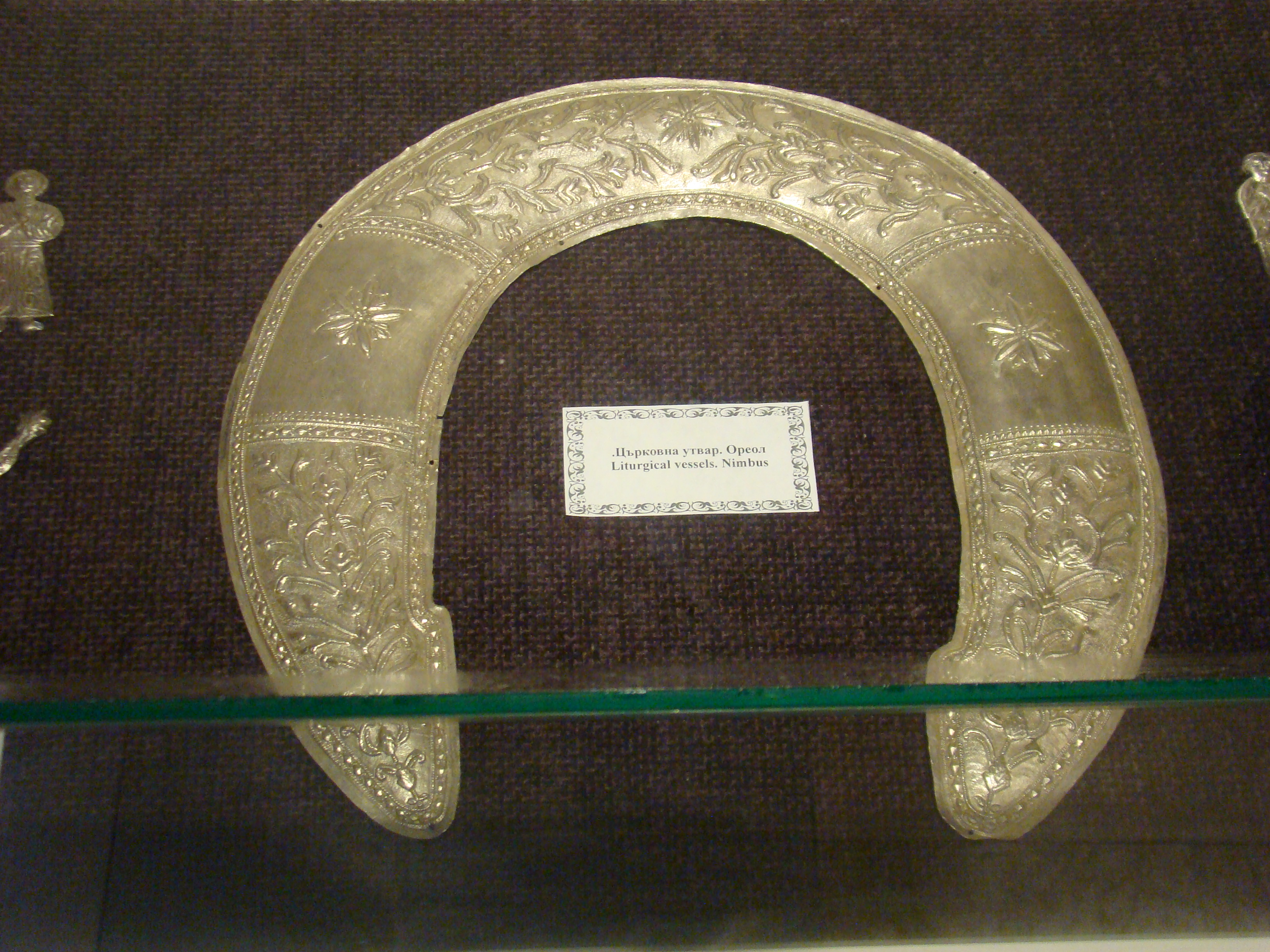
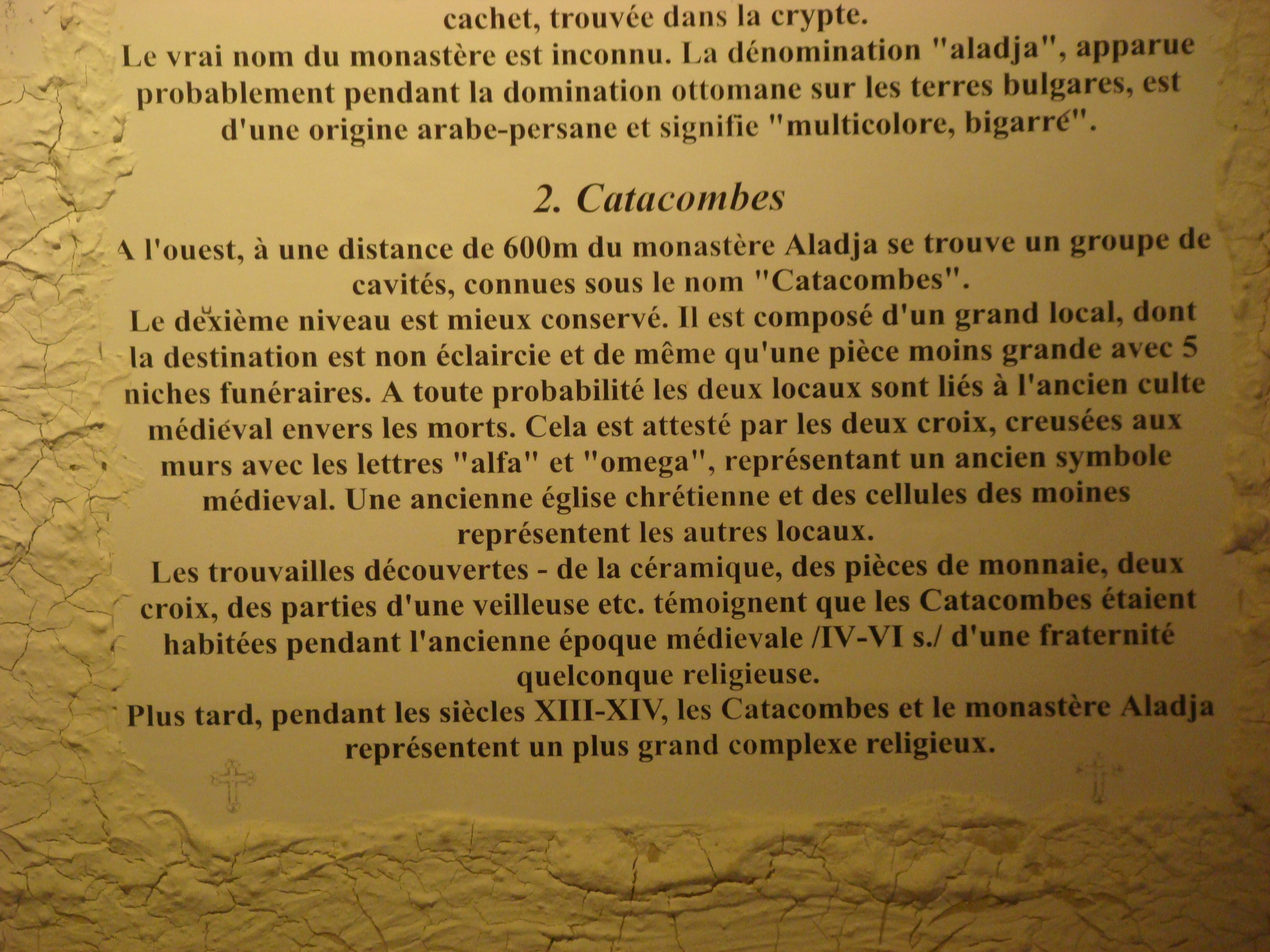
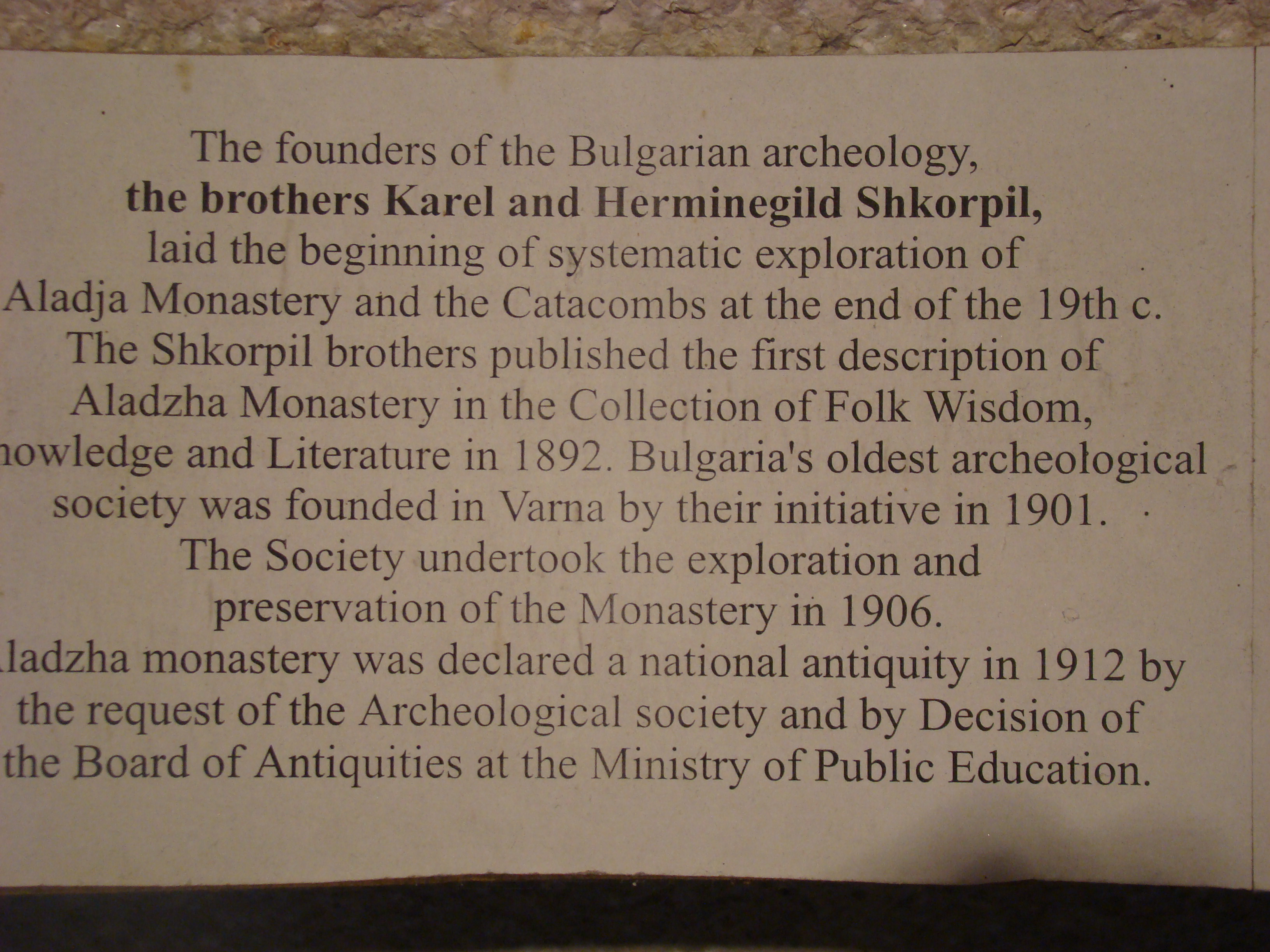
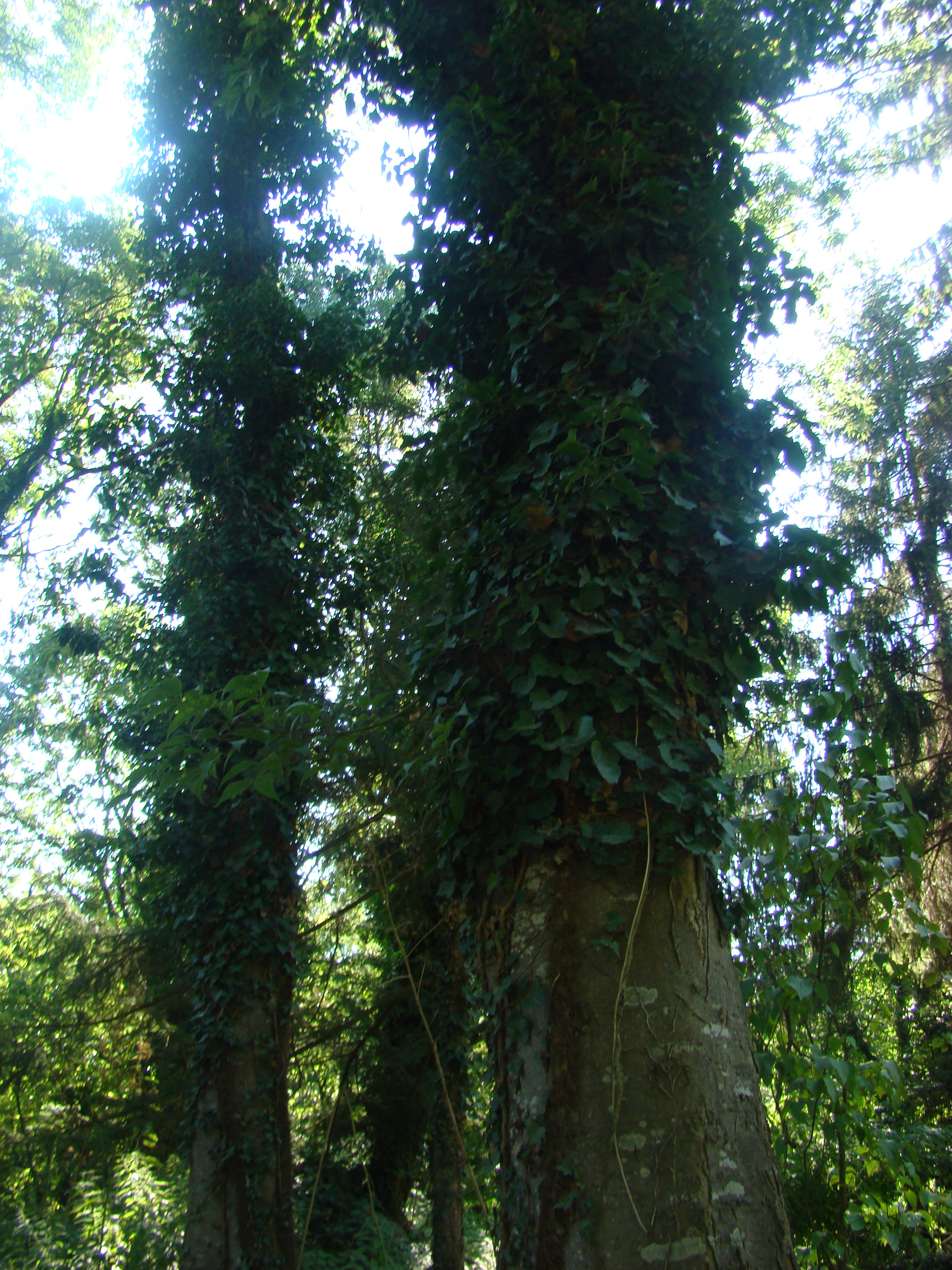
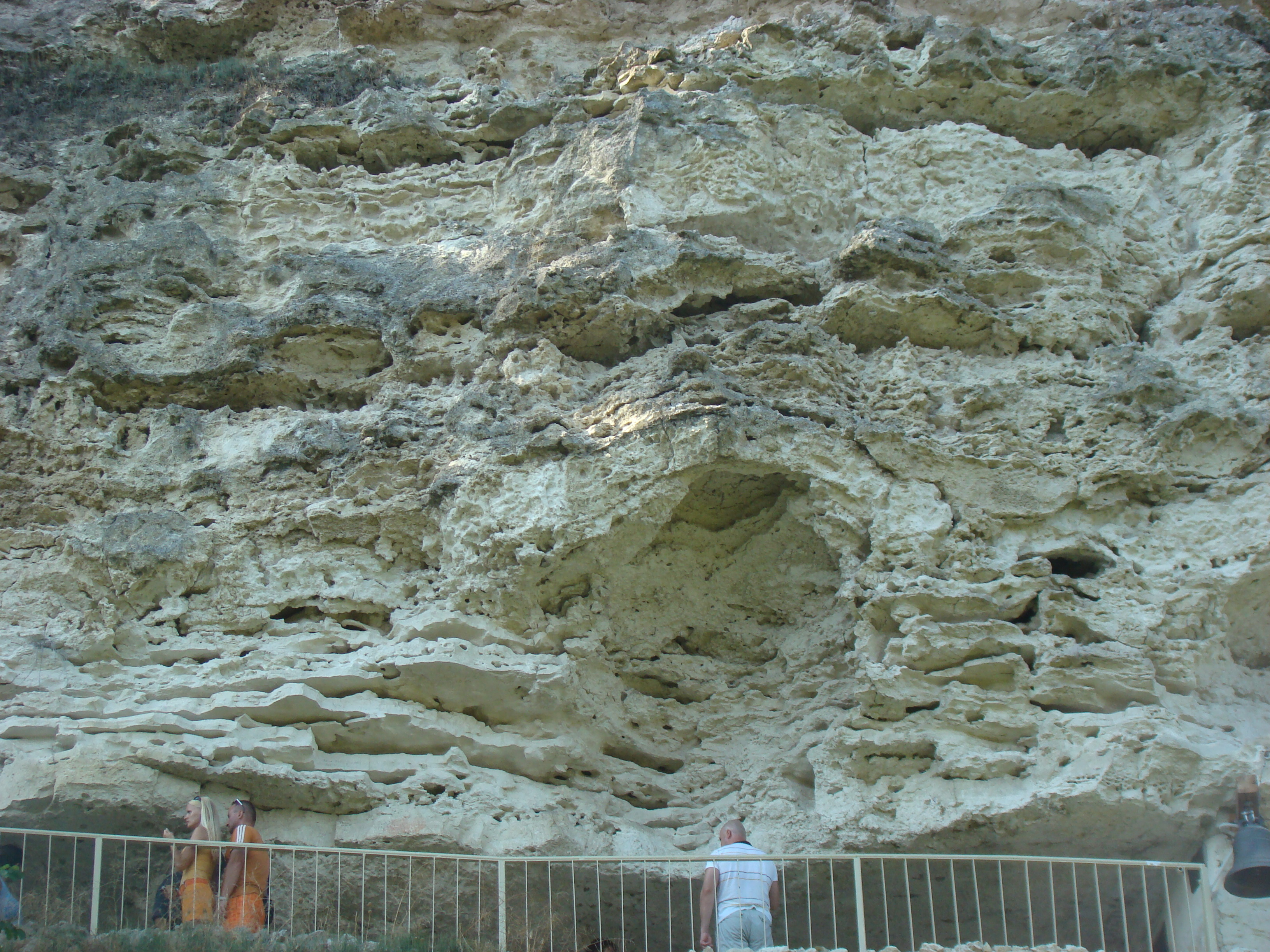
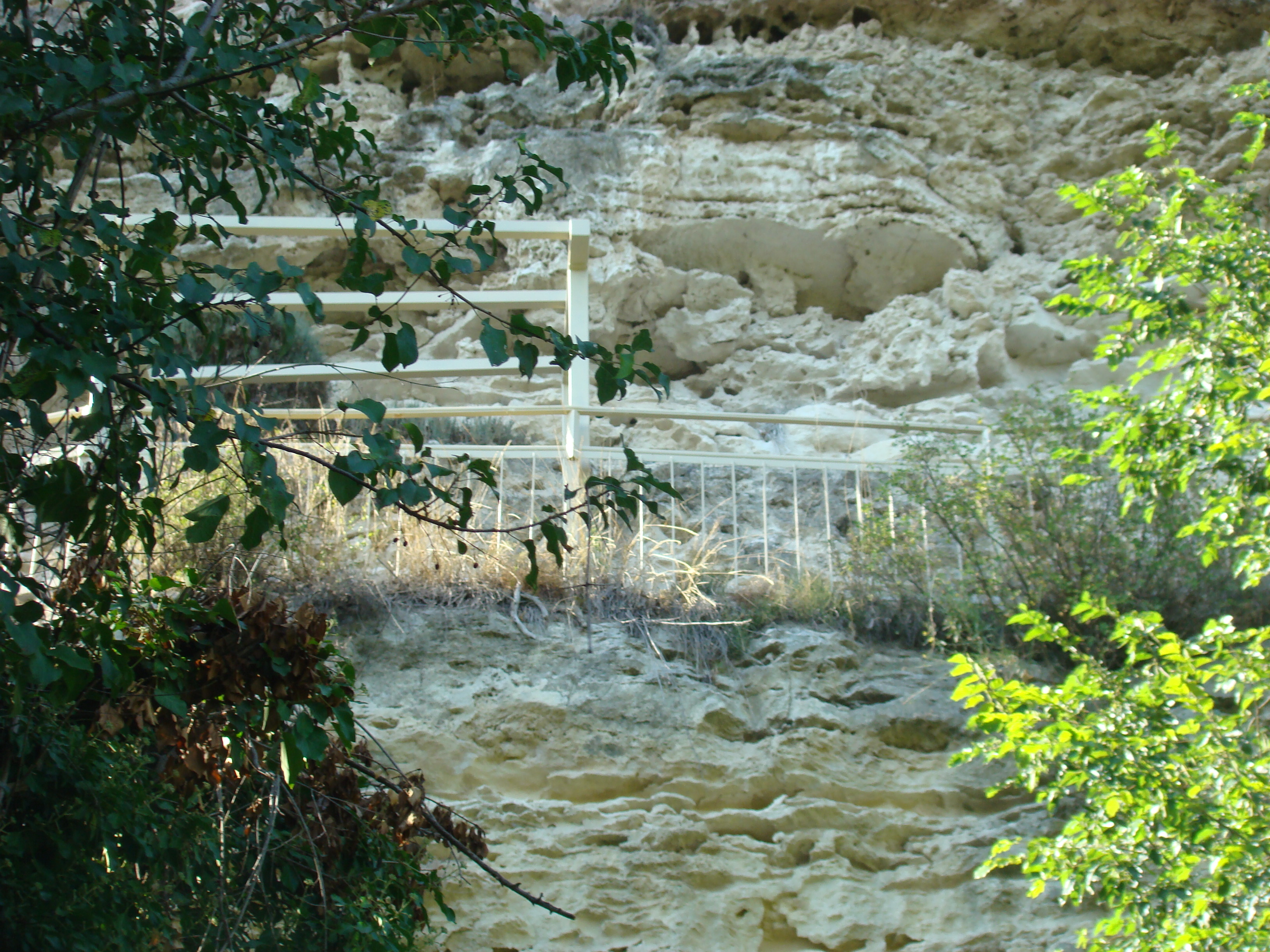
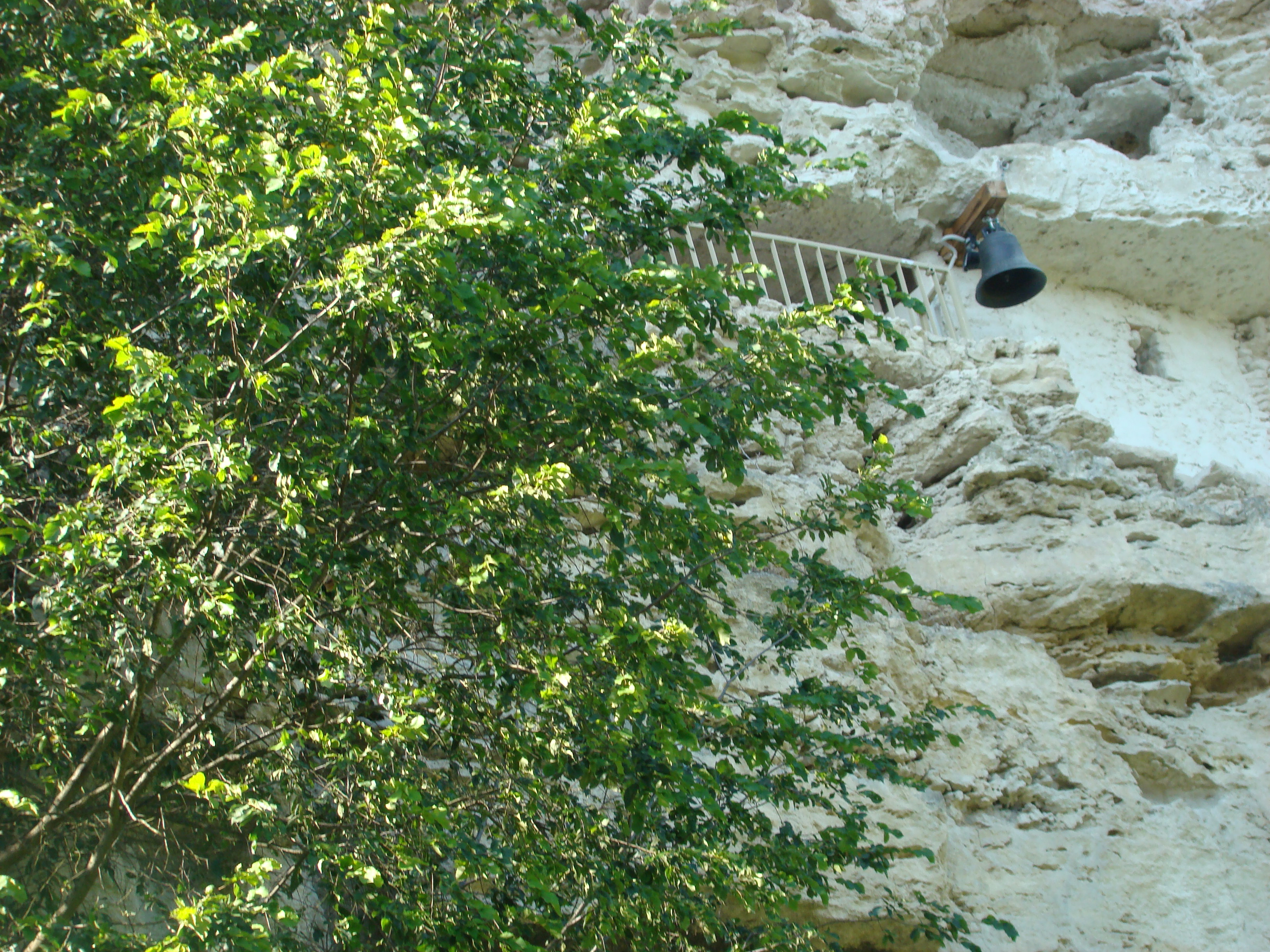
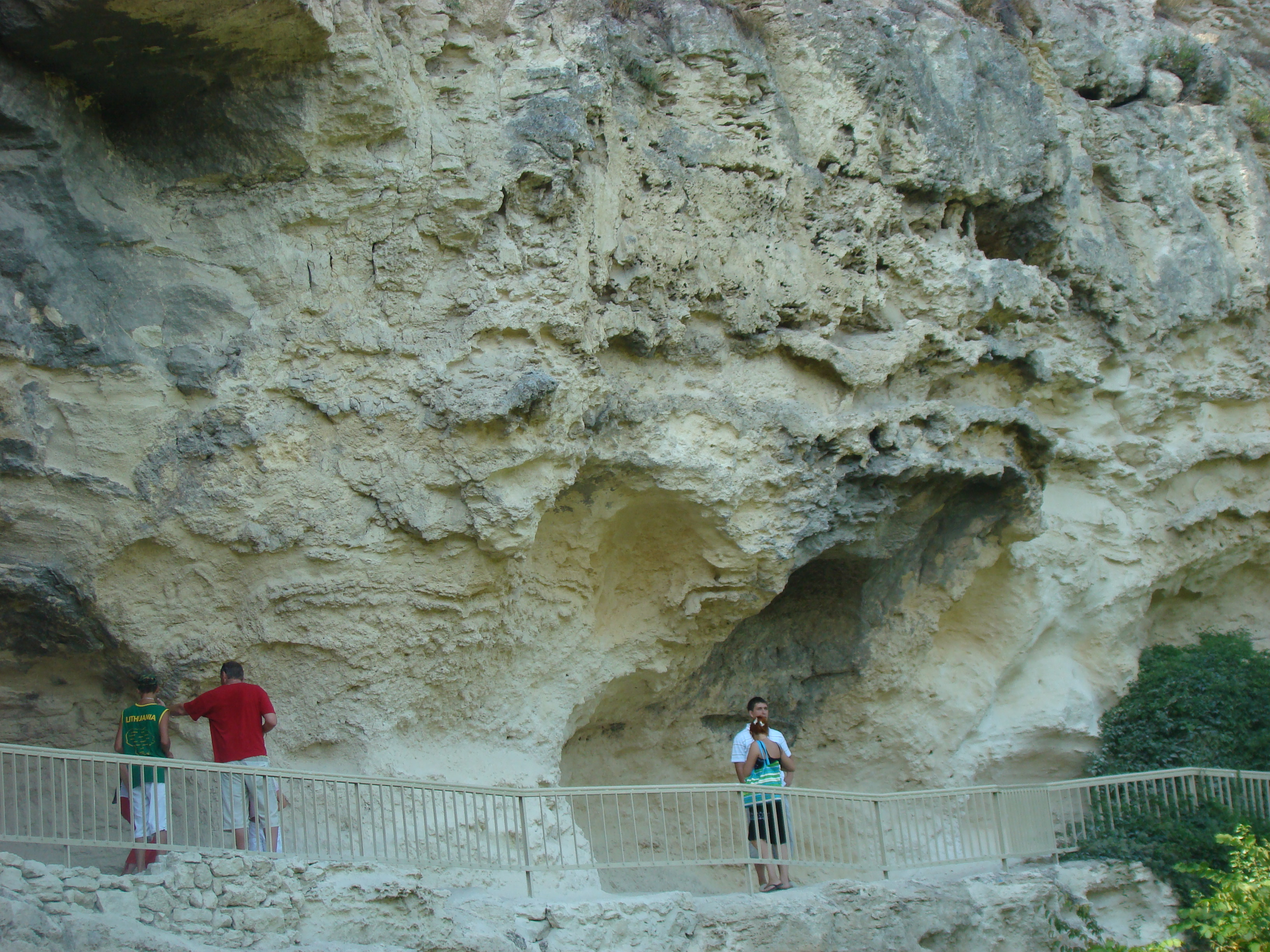
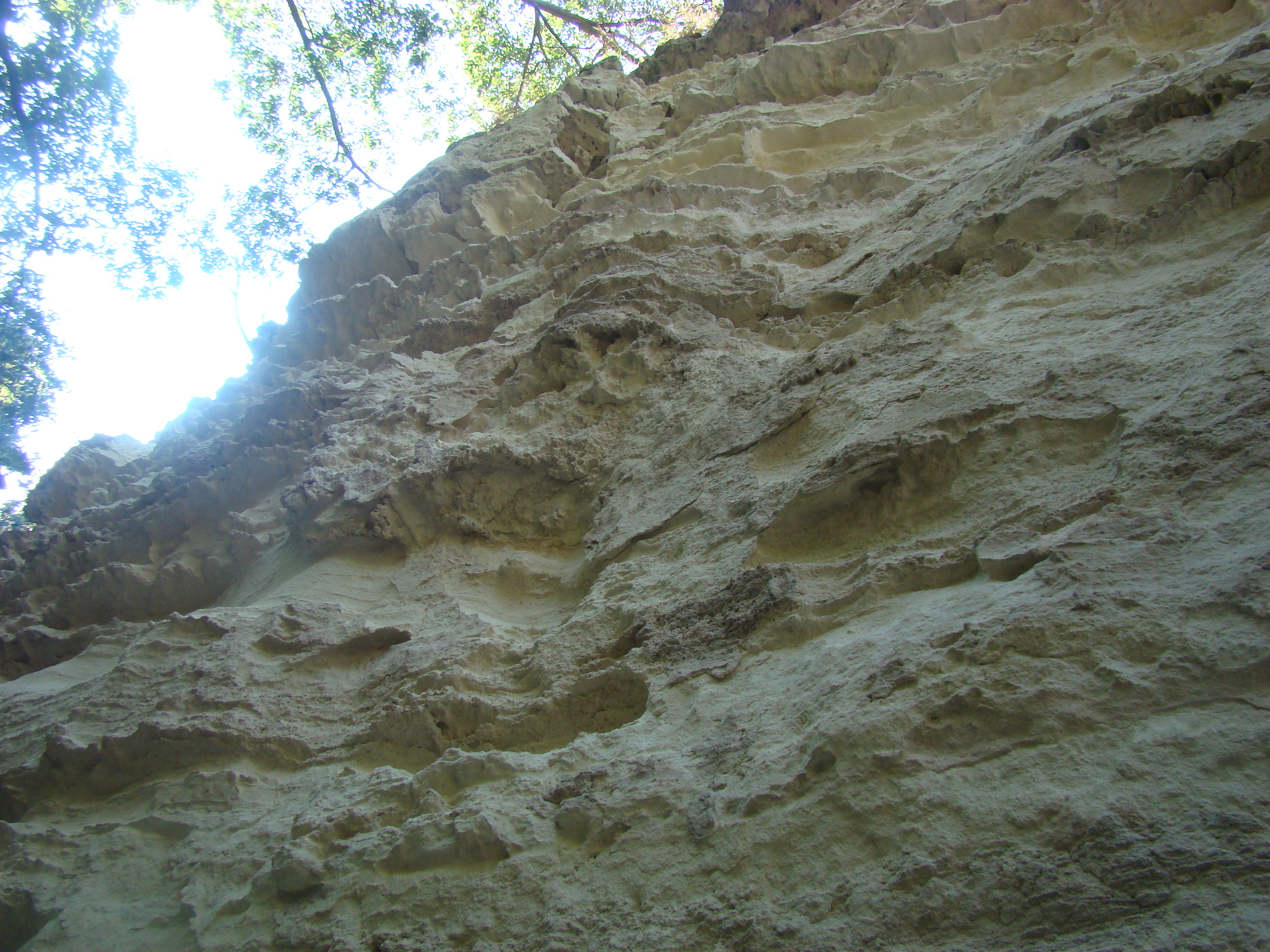
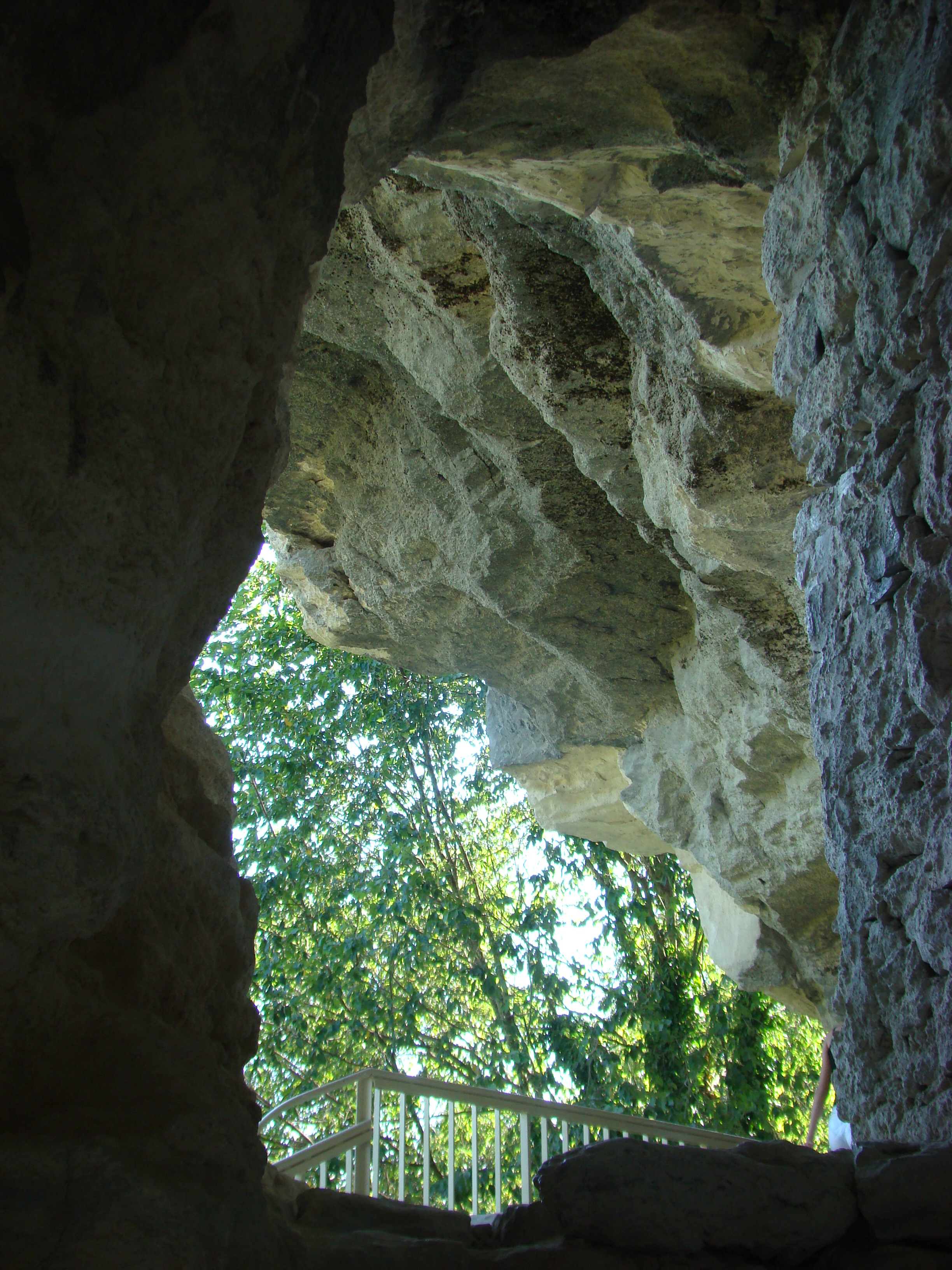
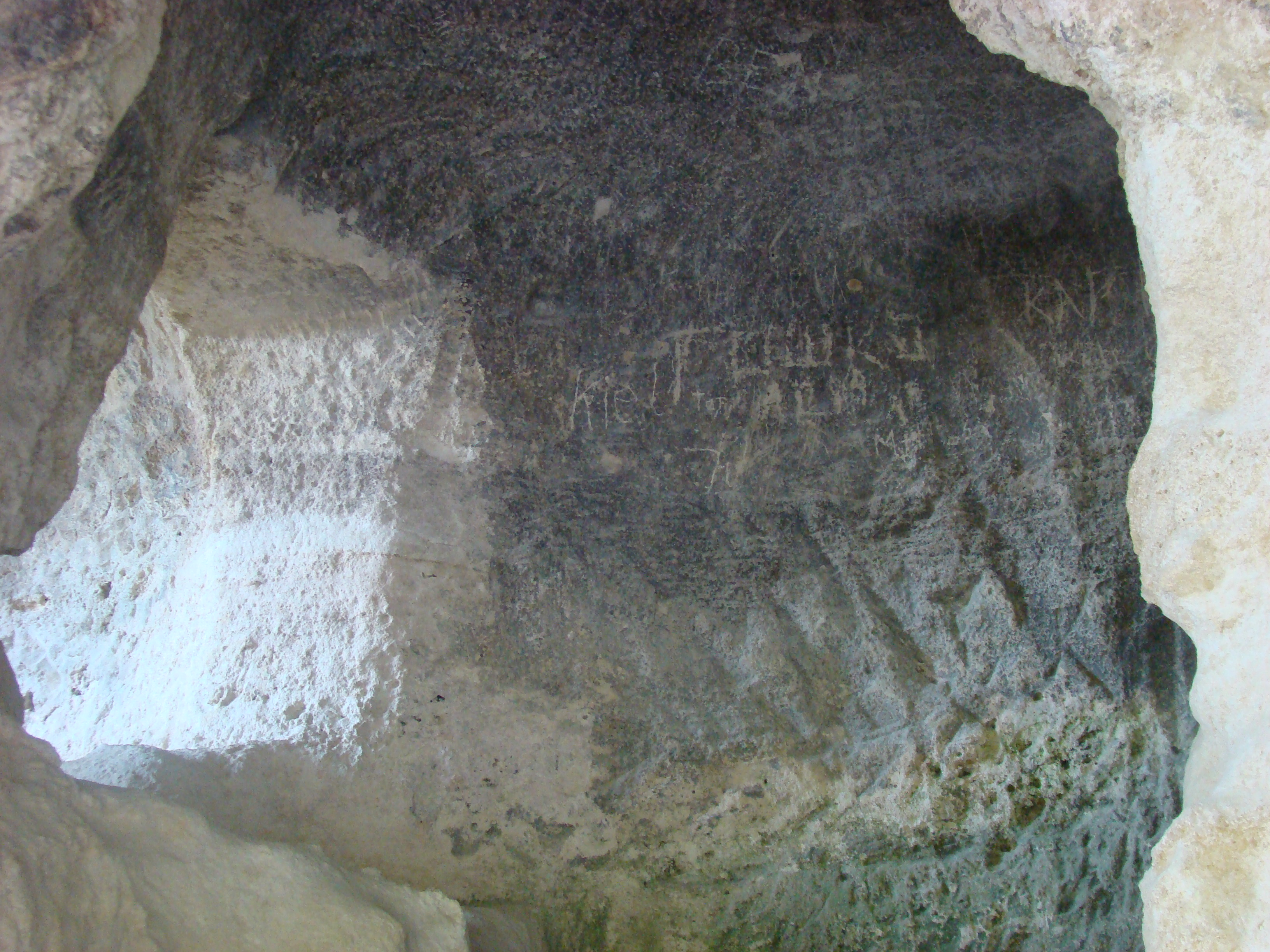
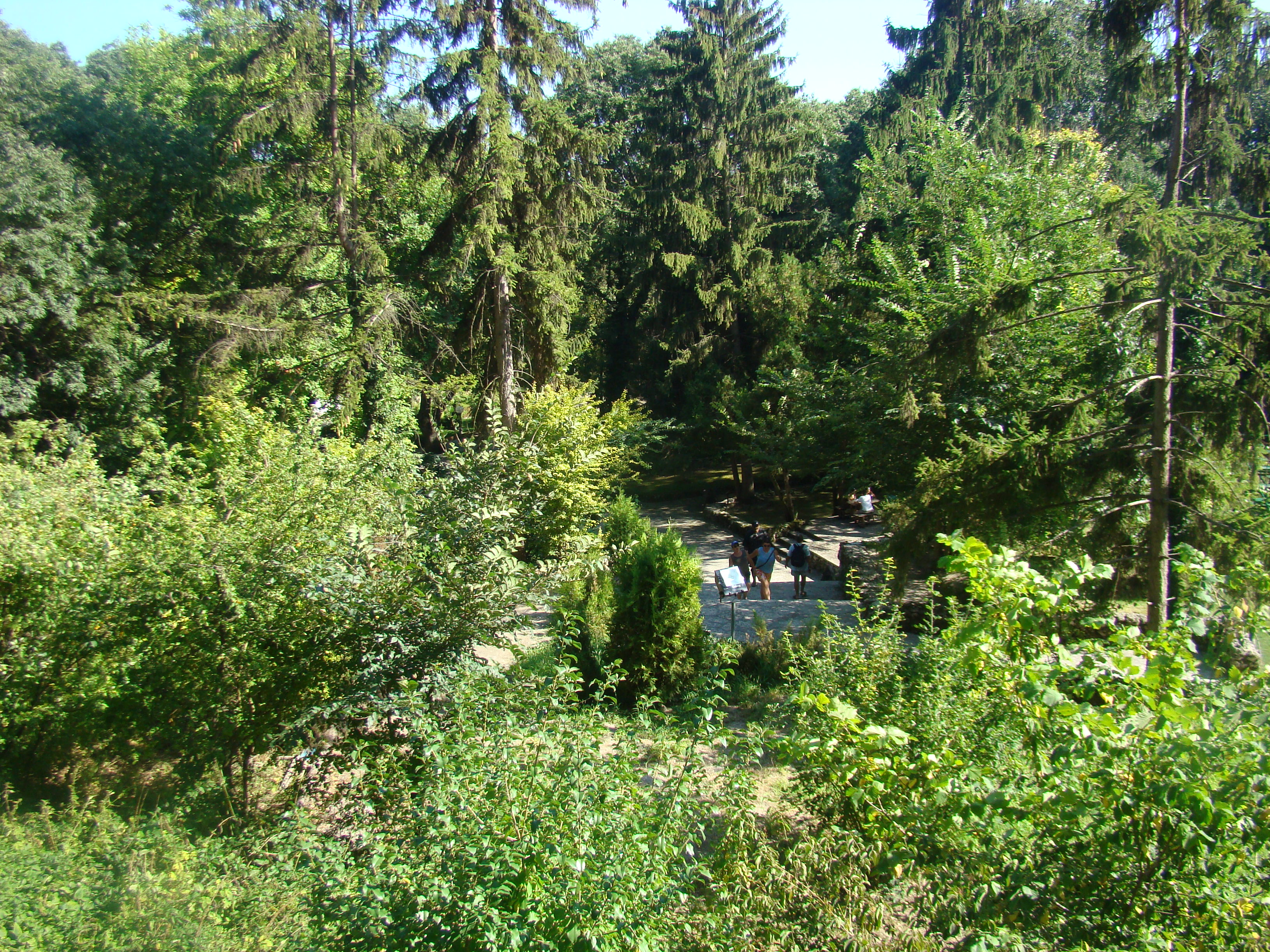
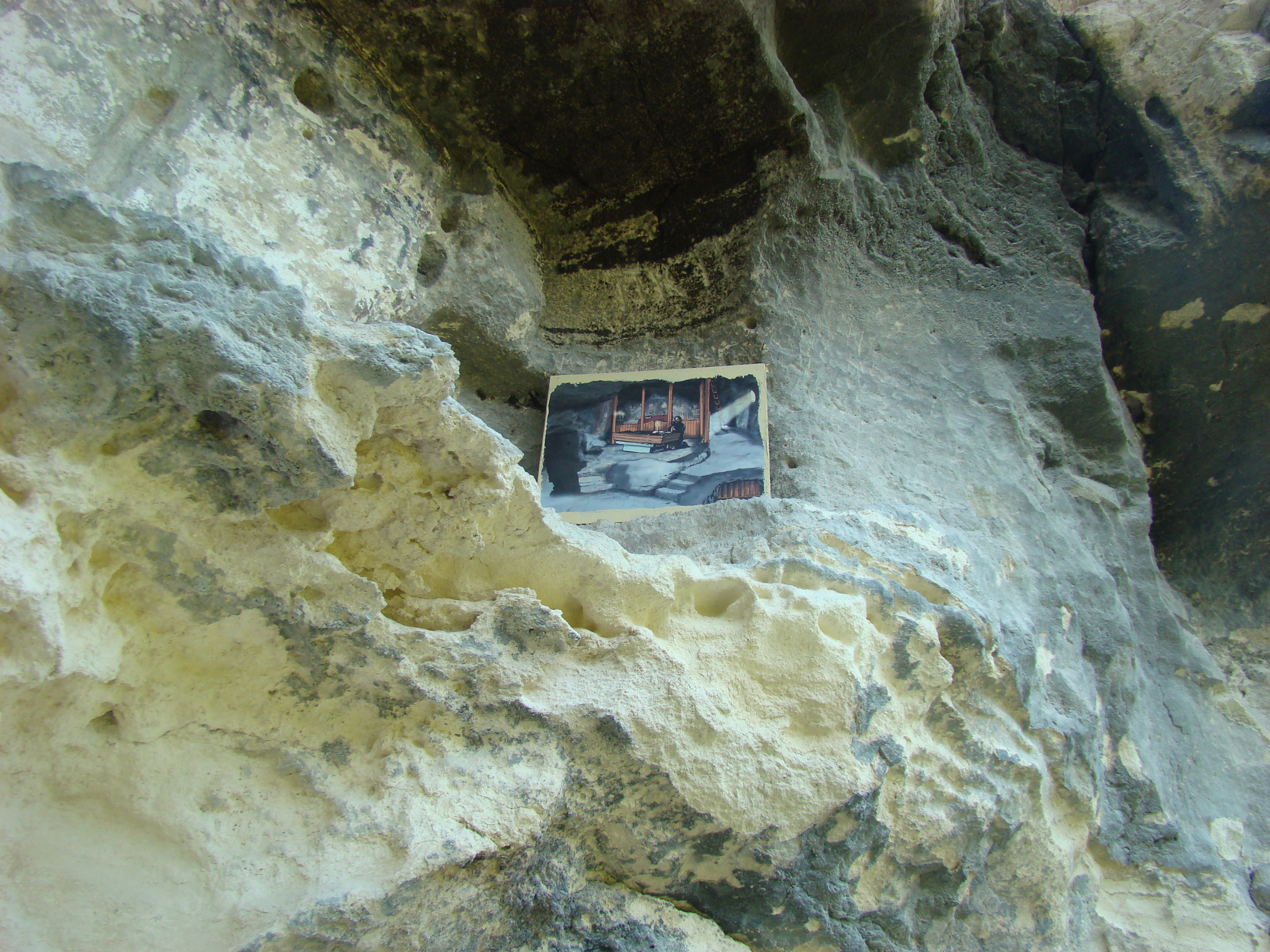
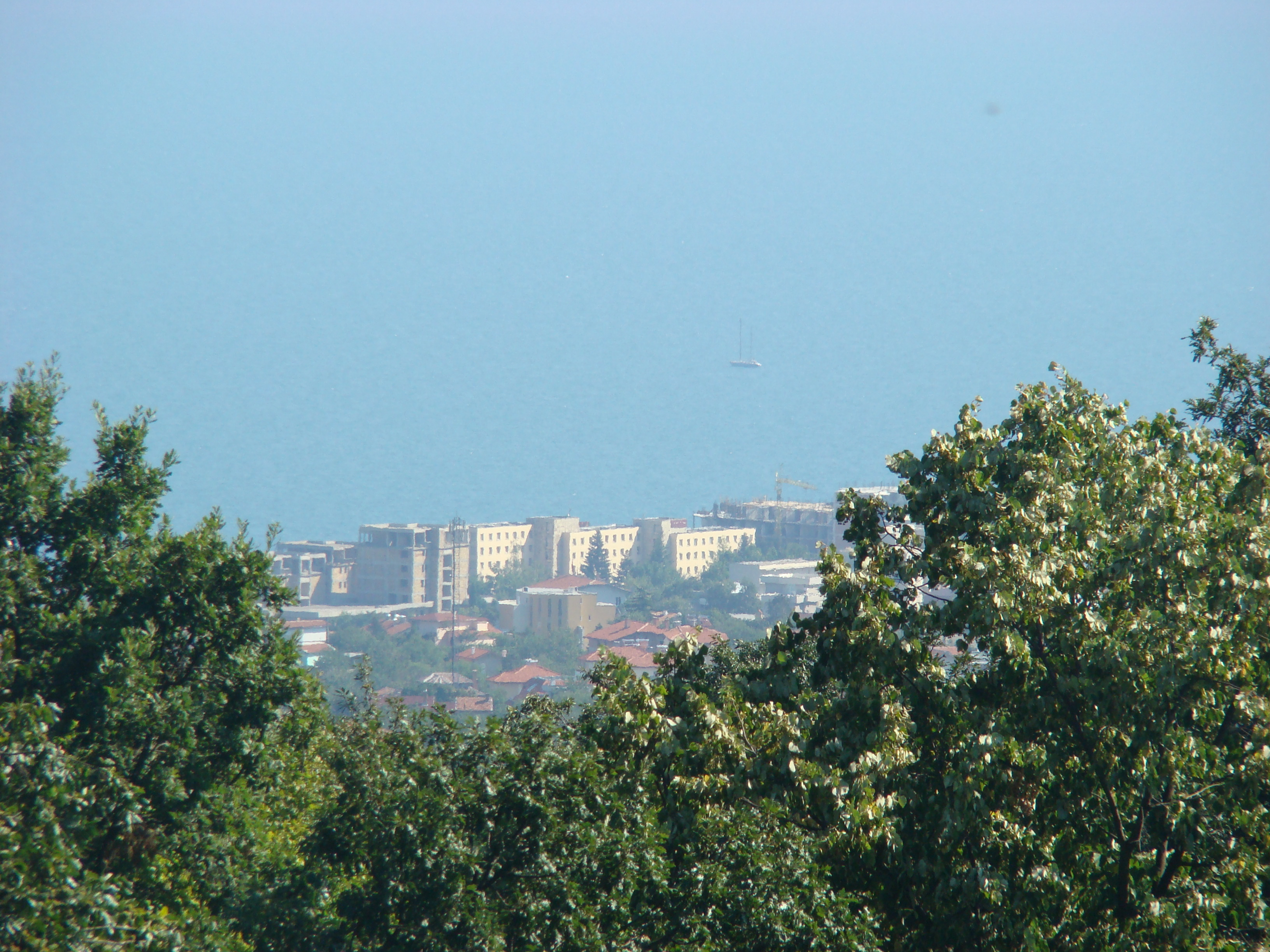
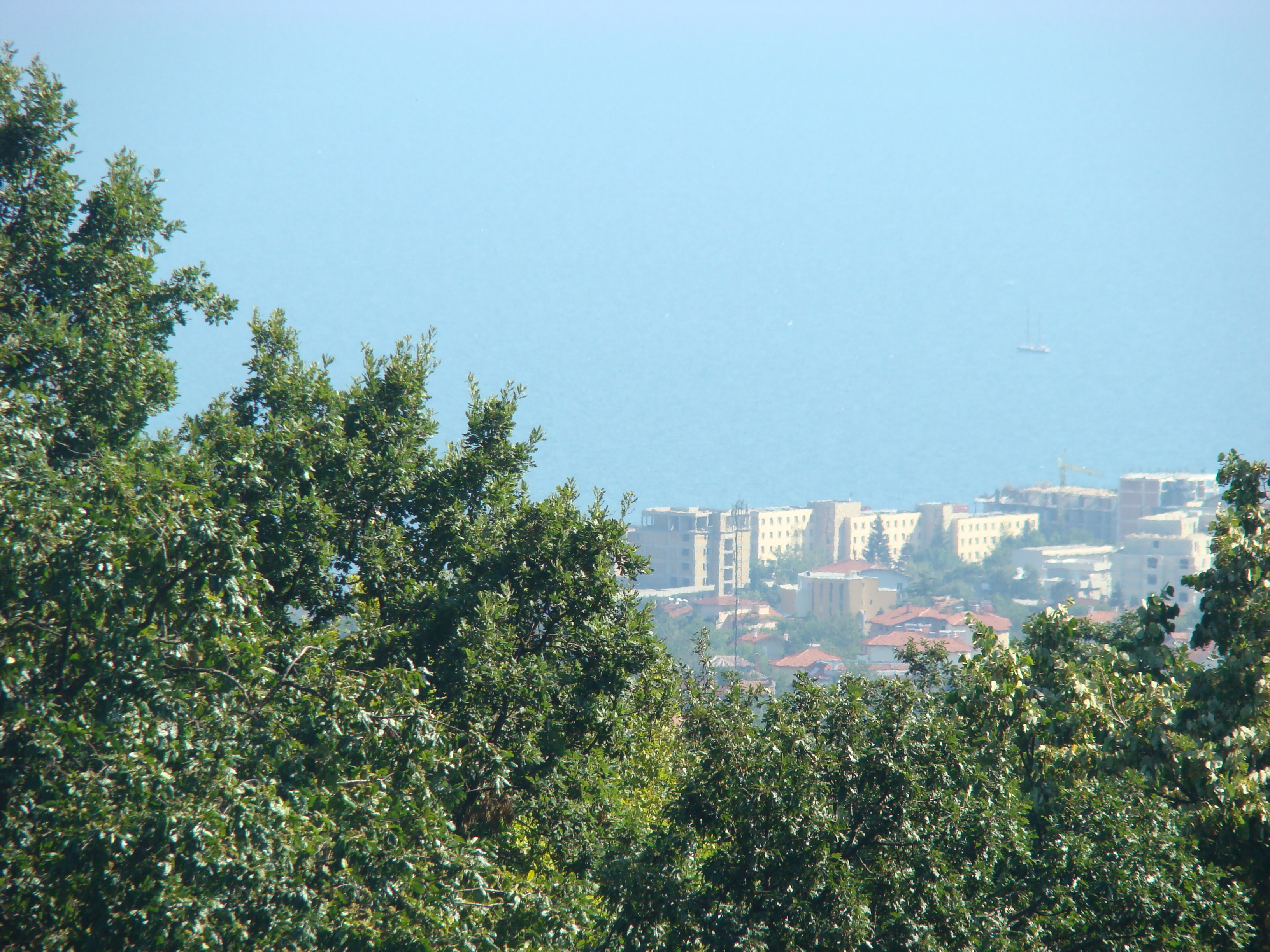
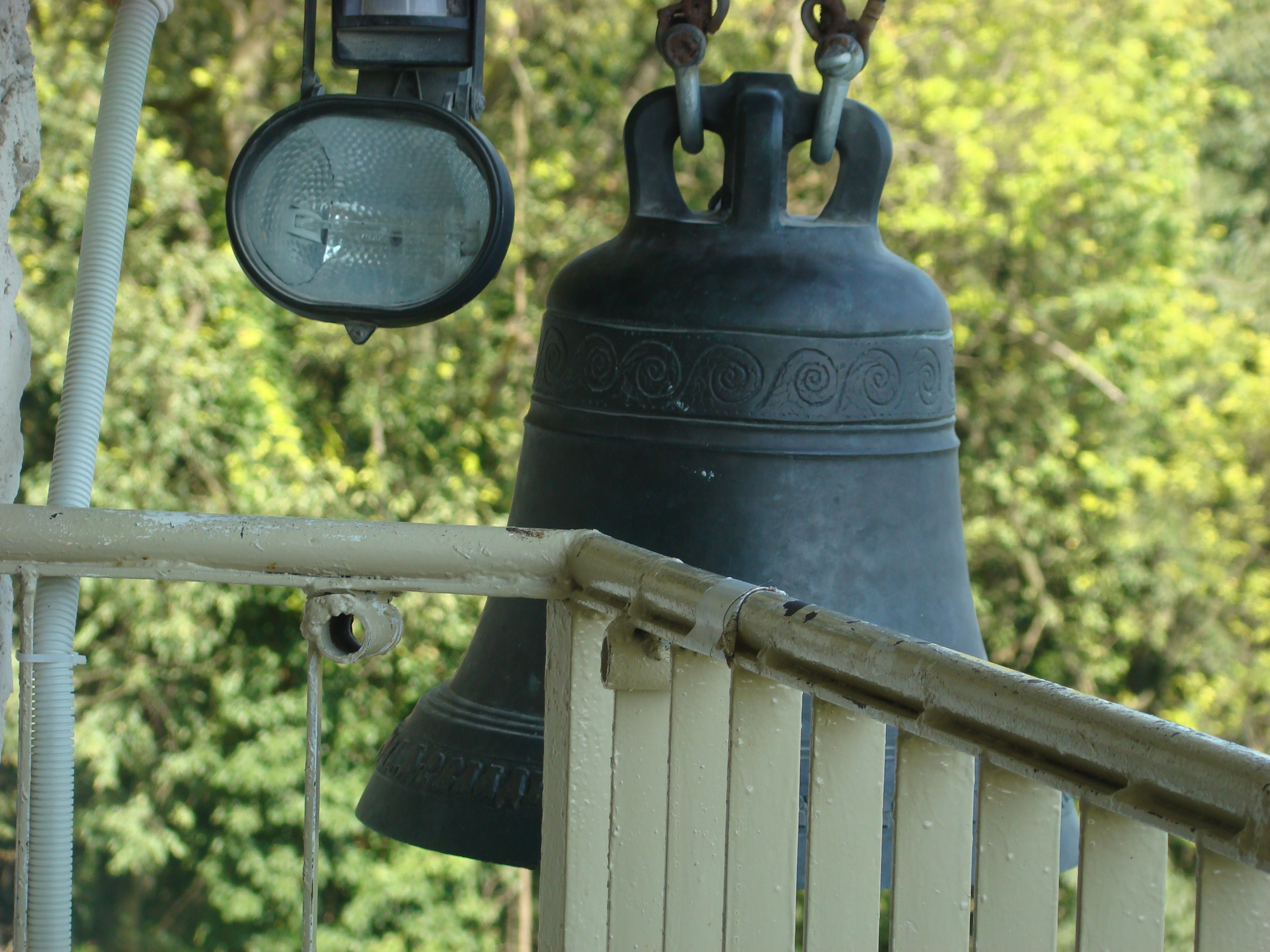
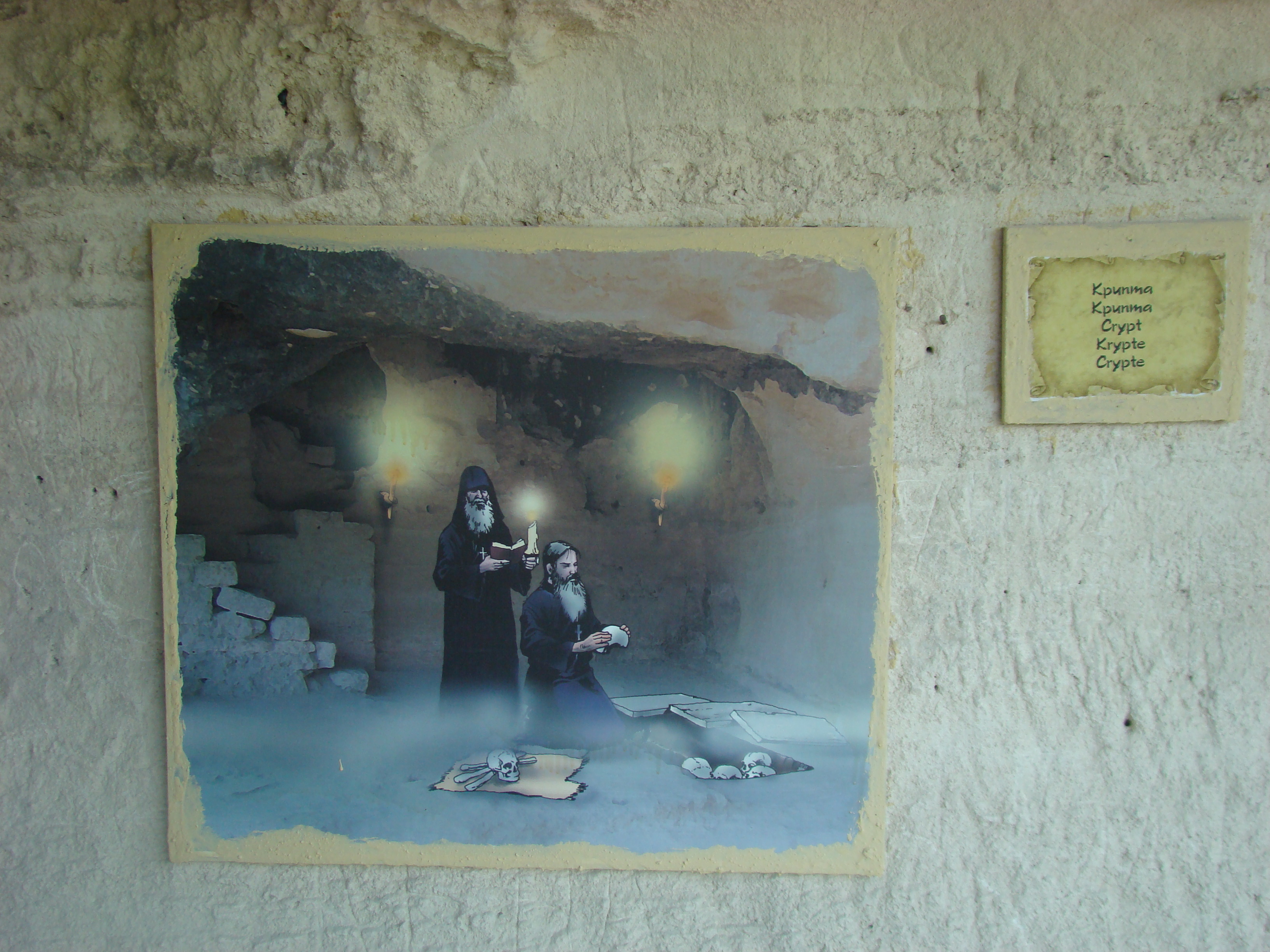
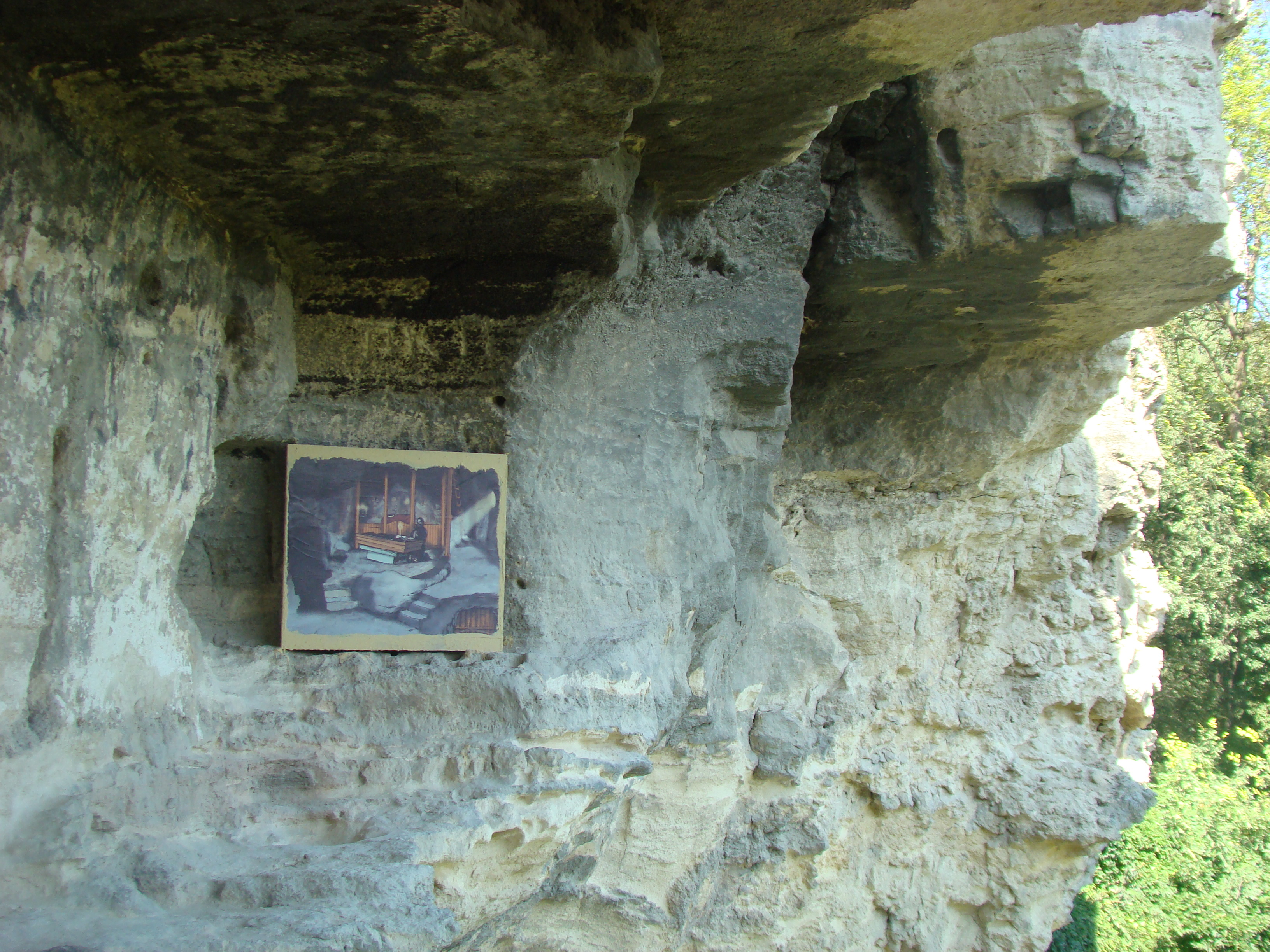
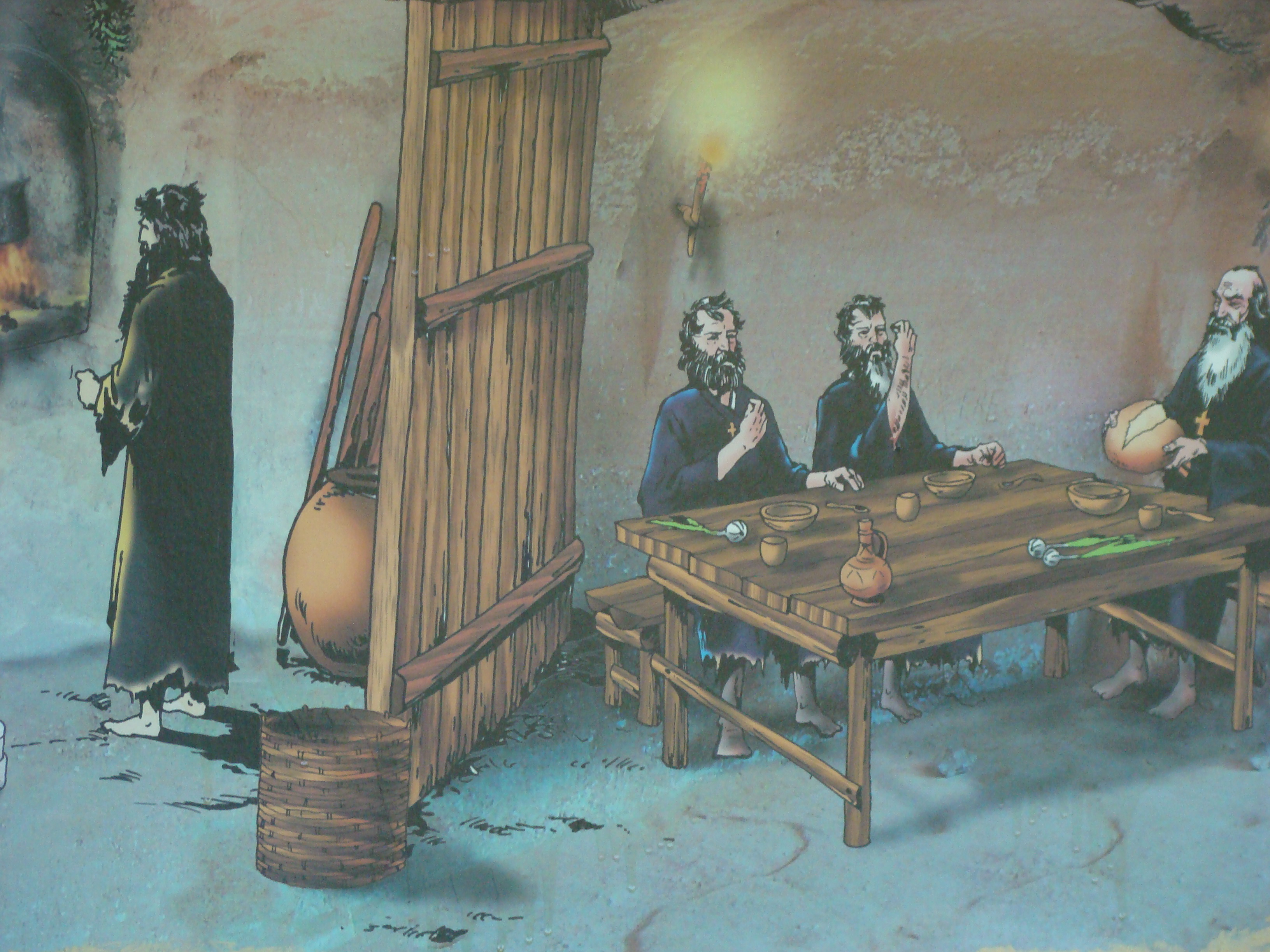
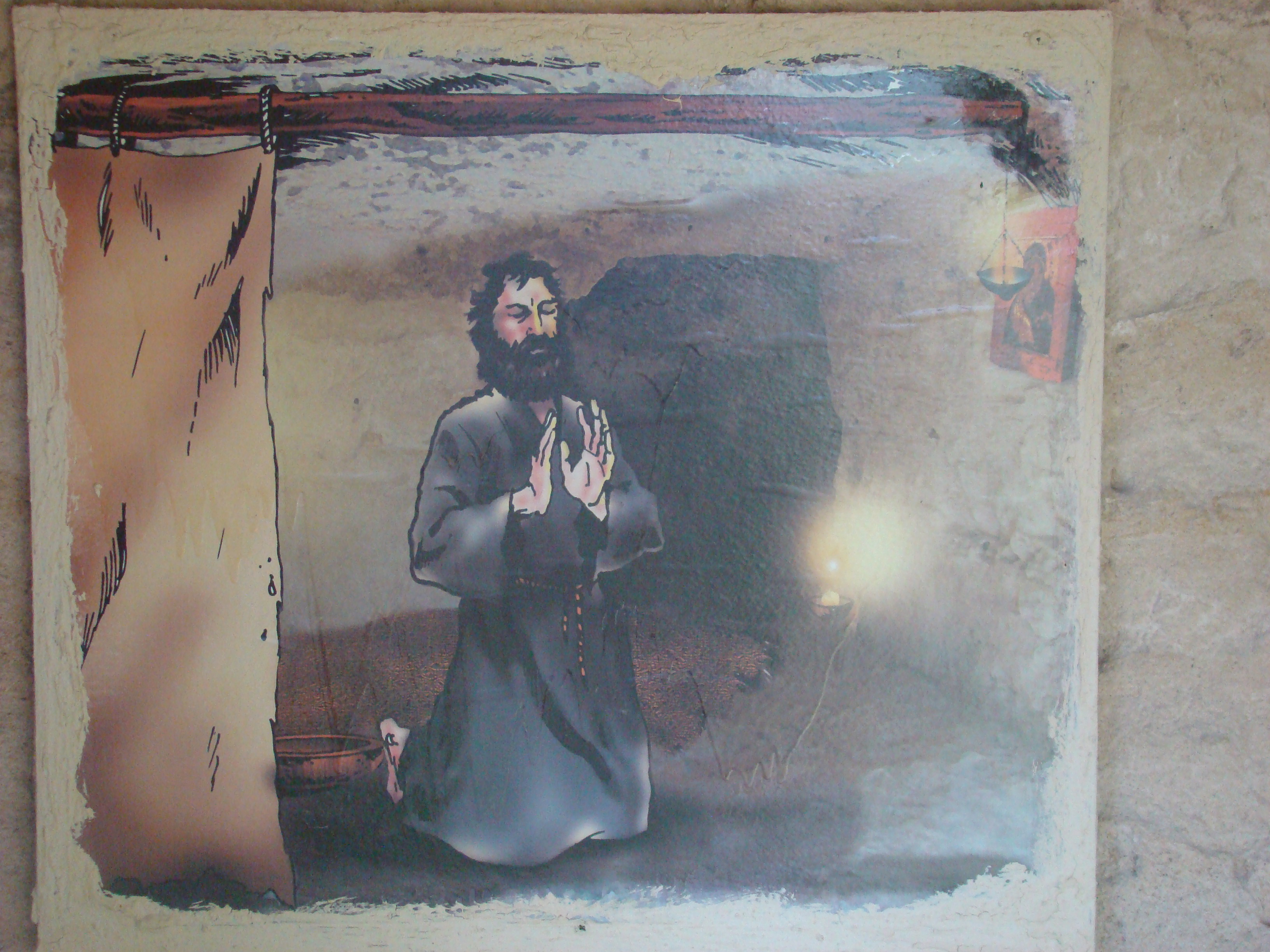
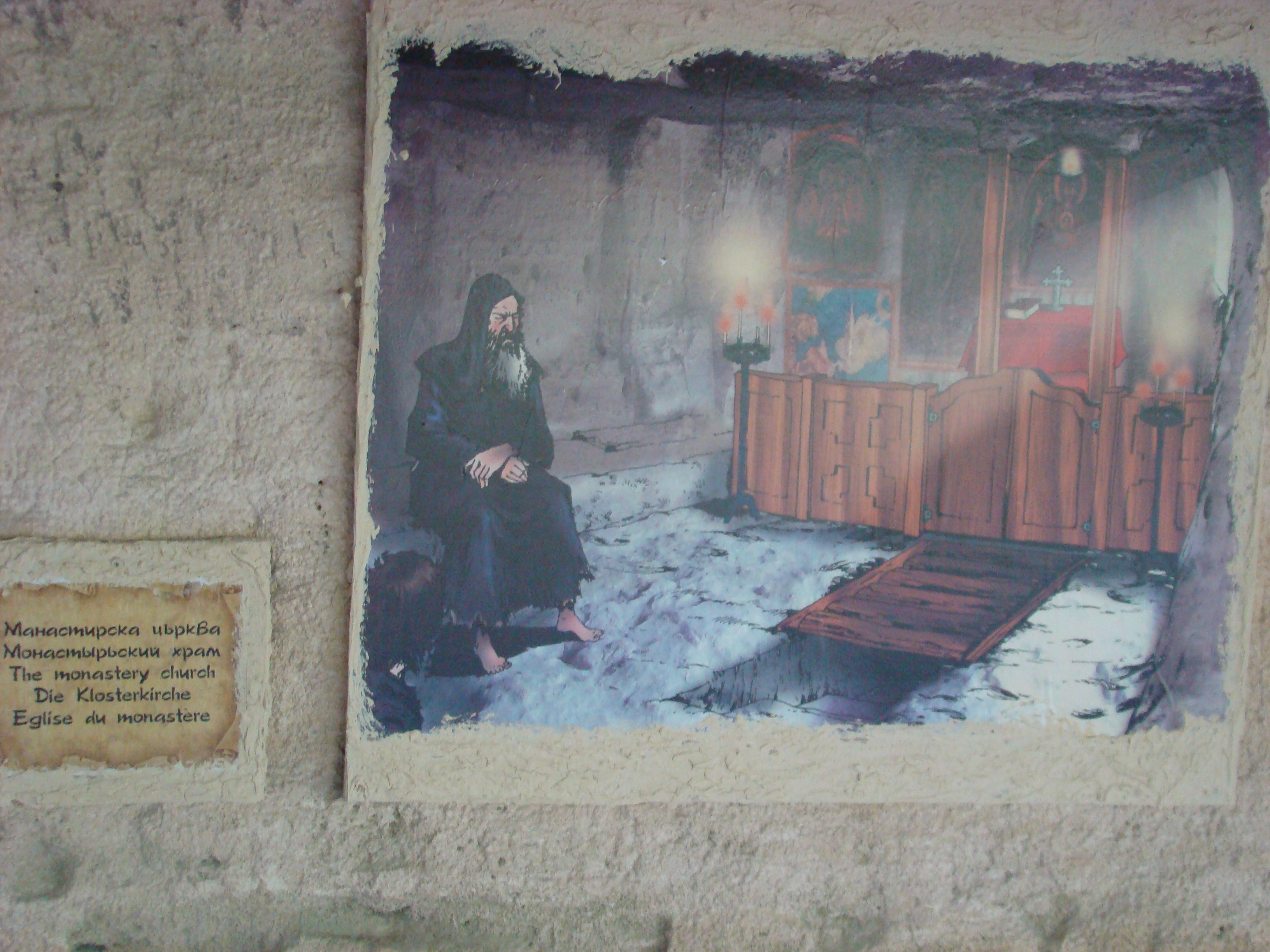
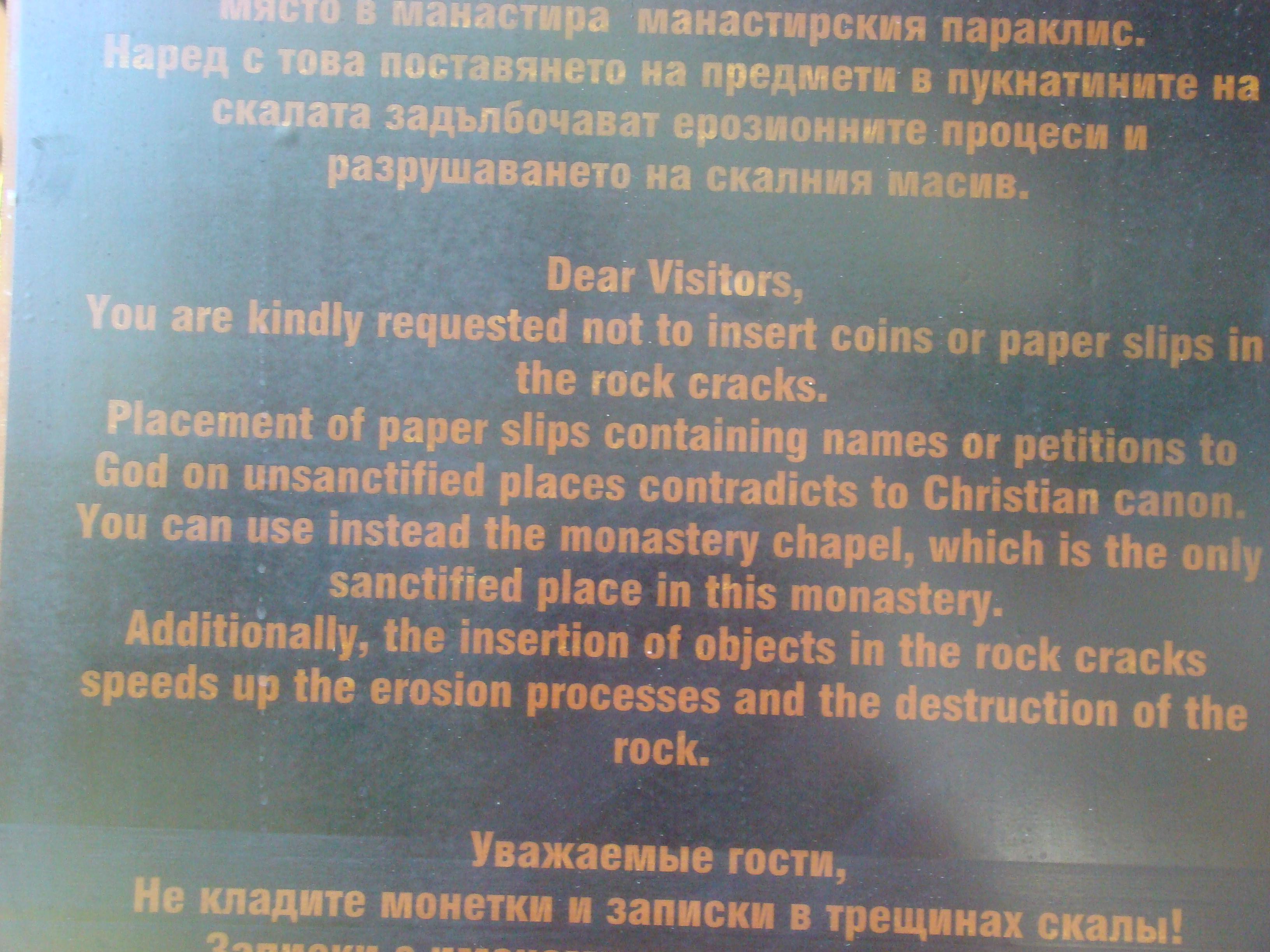
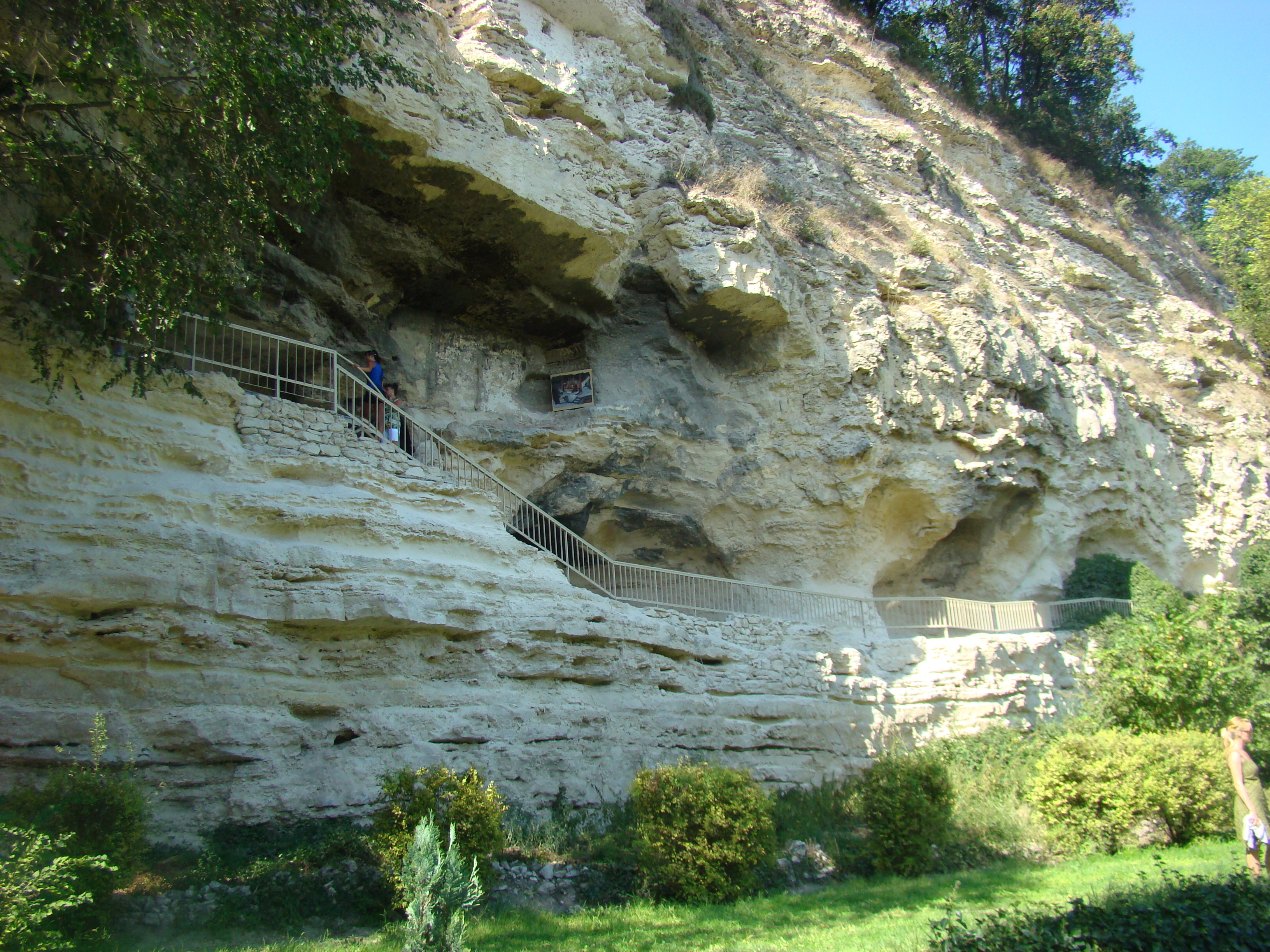
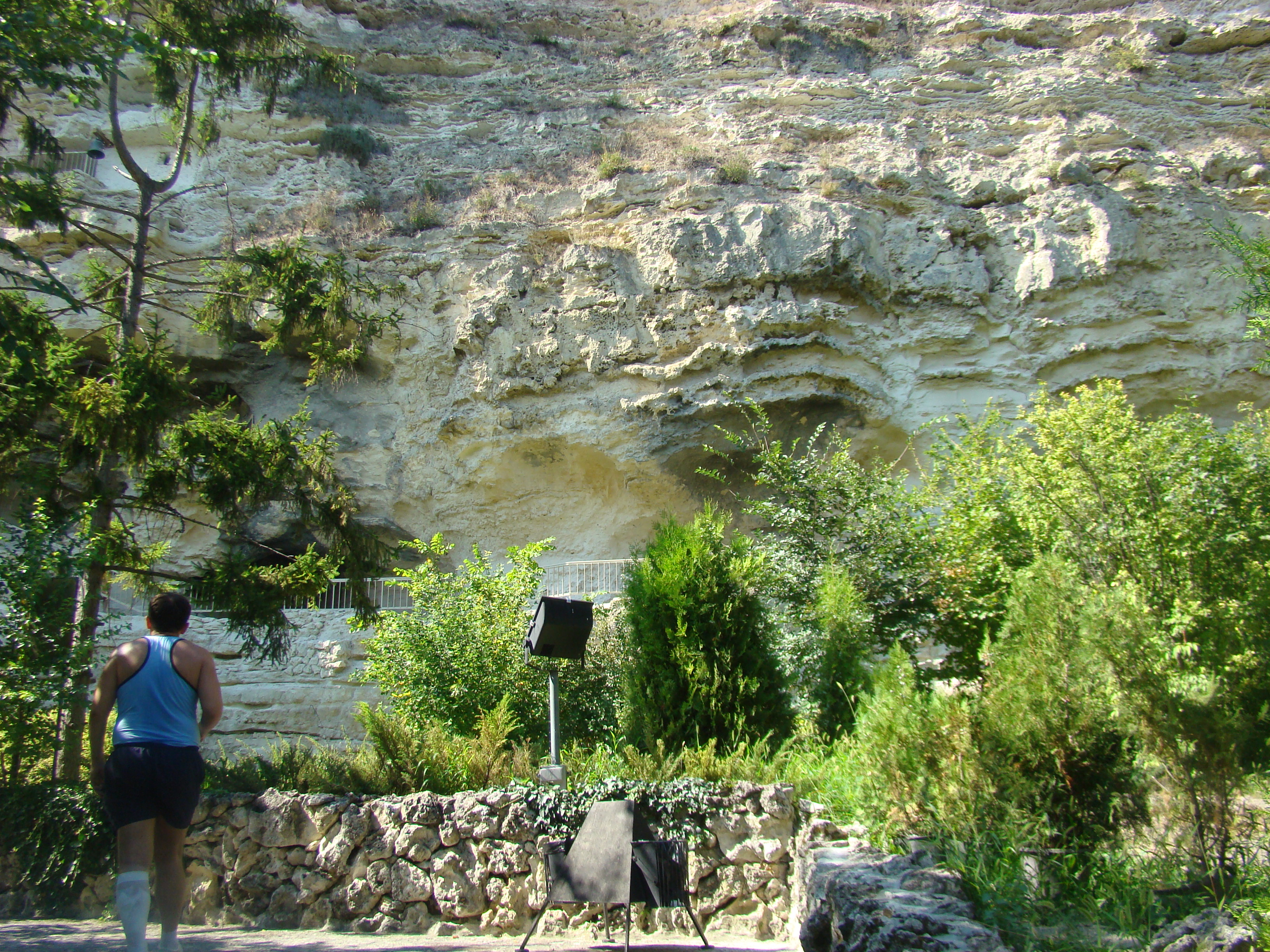
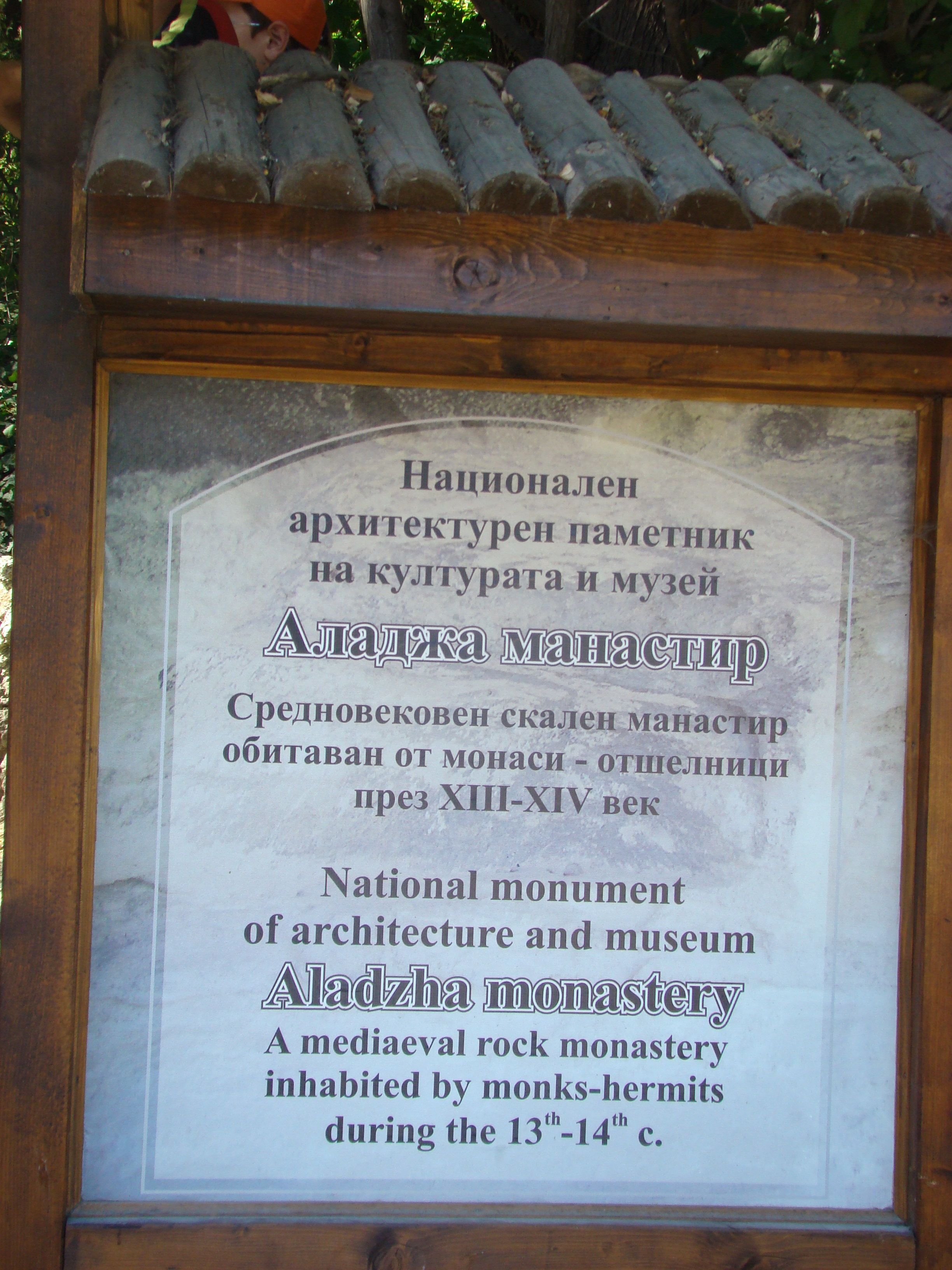